# Бандера, Степан Андреевич
Степа́н Андре́евич Банде́ра (укр. Степан Андрійович Бандера; 1 января 1909, Старый Угринов, Королевство Галиции и Лодомерии, Австро-Венгрия — 15 октября 1959, Мюнхен, ФРГ) — украинский политический деятель, лидер и организатор украинского националистического движения на Западной Украине.
Родился в семье грекокатолического священника. Член Украинской войсковой организации (с 1928 года) и Организации украинских националистов (ОУН) (с 1929 года), краевой проводник ОУН на западноукраинских землях (с 1933 года), организатор ряда террористических актов. В 1934 году был арестован польскими властями и приговорён судом к смертной казни, которую позднее заменили на пожизненное заключение. В 1936—1939 годах отбывал наказание в польских тюрьмах, свободу получил в сентябре 1939 года благодаря нападению Германии на Польшу. Некоторое время находился в подполье на советской территории, после чего перешёл на территорию, оккупированную немецкими войсками. В феврале 1940 года инициировал раскол ОУН и сформировал Революционный провод — руководящий орган фракции ОУН(б) (бандеровского движения), опиравшийся на украинских националистов, действовавших в подполье на территории западных областей Украинской ССР. В 1940 — первой половине 1941 года организовал подготовку вооружённого националистического подполья к восстанию и войне против СССР совместно с нацистской Германией. После нападения Германии на СССР вместе с другими деятелями украинского националистического движения был арестован германскими властями за несанкционированную попытку провозглашения самостоятельного украинского государства и помещён под домашний арест, а позднее (в начале 1942 года) отправлен в концлагерь Заксенхаузен, откуда был выпущен руководством нацистской Германии в сентябре 1944 года. В 1947 году возглавил Провод ОУН. В августе 1952 года в связи с разногласиями с руководством краевого провода ОУН оставил этот пост. В 1946—1953 и 1956—1959 гг. возглавлял Провод зарубежных частей ОУН. В 1959 году был убит агентом КГБ СССР Богданом Сташинским.
Точки зрения на личность Степана Бандеры крайне полярны. Своим указом президент Украины Виктор Ющенко в январе 2010 года присвоил Бандере звание Героя Украины, но уже в июне 2010 года суд отменил этот указ как незаконный. При этом жители юго-востока Украины, а также Польши, Беларуси и России относятся к Бандере в основном негативно, обвиняя в радикальном национализме, терроризме и коллаборационизме.

## Детские годы (1909—1927)

### Семья. Раннее детство

Дом в Старом Угринове, где Бандера родился и провёл первые десять лет жизни

Степан Андреевич Бандера родился 1 января 1909 года в галицком селе Старый Угринов, на территории королевства Галиции и Лодомерии, входившего в состав Австро-Венгерской империи. Его отец, Андрей Михайлович Бандера, был греко-католическим священнослужителем, происходившим из семьи стрыйских мещан-земледельцев Михаила и Розалии Бандер. Супруга Андрея Михайловича, Мирослава Владимировна (1890—1922), урождённая Глодзинская, была дочерью греко-католического священника из Старого Угринова Владимира Глодзинского и его жены Екатерины. Степан был вторым ребёнком в семье после старшей сестры Марты-Марии (1907—1982). В дальнейшем в семье родилось ещё шестеро детей: Александр (1911—1942), Владимира (1913—2001), Василий (1915—1942), Оксана (1917—2008), Богдан (1921—1944?) и Мирослава (родилась и умерла в 1922).
Семья не имела собственного жилья и проживала в служебном доме, принадлежавшем Украинской греко-католической церкви. Первые годы своей жизни Степан провёл в большой, дружной семье, где царила, как он впоследствии вспоминал, «атмосфера украинского патриотизма и живых национально-культурных, политических и общественных интересов». Отец Андрей был убеждённым украинским националистом и детей своих воспитывал в этом же духе. Дома у Бандер была большая библиотека, в гости к главе семьи часто приезжали родственники и знакомые, принимавшие активное участие в украинской национальной жизни Галиции. Среди них были дяди Степана — Павел Глодзинский (один из основателей крупных украинских хозяйственных организаций «Маслосоюз» и «Сельский господарь») и Ярослав Веселовский (депутат австро-венгерского парламента), а также известный в тот период скульптор Михаил Гаврилко и другие. Все эти люди оказали значительное влияние на формирование личности мальчика. Благодаря деятельности отца Андрея и помощи его гостей в Старом Угринове были организованы читальня общества «Просвещение» (укр. «Просвіта») и кружок «Родная школа». Вместе с тем, несмотря на усилия представителей украинской интеллигенции в Галиции, украинское образование здесь находилось на низком уровне: и в провинции, и в крупных городах в сфере образования доминировали поляки, пользовавшиеся большей благосклонностью австро-венгерских властей. Кроме того, школьные годы детей пришлись на затяжную военную пору, школа в Старом Угринове закрылась в 1914 году, и Андрей Бандера был вынужден дать начальное образование своим детям в домашних условиях: обучением сыновей и дочерей священник занимался сам, и лишь иногда с детьми занимались приходящие учительницы-украинки. Воспитывавшийся в крайне религиозной семье, мальчик с ранних лет был привержен вере в Бога, утром и вечером подолгу молился.
С детства испытывая нужду, Степан к тому же был слаб здоровьем, страдал ревматизмом суставов, который лишь усугубляло обливание холодной водой и многочасовое стояние на морозе, которым он себя подвергал. Эта болезнь не покидала его в течение всей жизни.
В 1914 году, когда Степану Бандере было пять лет, началась Первая мировая война, в которой украинцы Галиции, будучи подданными Австро-Венгрии, приняли участие на стороне австрийцев. Мальчик неоднократно становился свидетелем боевых действий: за годы войны линия фронта несколько раз проходила через Старый Угринов: в 1914—1915 годах и дважды в 1917 году. В последний раз тяжёлые бои в районе села продолжались две недели, и дом Бандер подвергся частичному разрушению, в результате чего, однако, никто не погиб и даже не был ранен. Данные события произвели огромное впечатление на Степана, однако ещё большее влияние на ребёнка оказал всплеск активности национально-освободительного движения (вызванный поражением Австро-Венгрии в войне и её последовавшим распадом), к которому примкнул и Андрей Бандера. Выступив в качестве одного из организаторов восстания в Калушском уезде, он участвовал в формировании вооружённых отрядов из жителей окрестных сёл. Позднее отец Степана перебрался в Станислав, где стал депутатом Украинской национальной рады — парламента Западно-Украинской народной республики (ЗУНР), провозглашённой на украинских землях бывшей Австро-Венгрии, — а ещё спустя некоторое время поступил на службу в Галицкую армию (ГА) капелланом. Мать с детьми тем временем перебралась в Ягельницу близ Чорткова, где поселилась в доме брата Мирославы, отца Антоновича, временно заменившего детям отсутствовавшего отца. Здесь в июне 1919 года Мирослава Владимировна с детьми снова оказалась в эпицентре военных действий: в результате Чортковского наступления и последовавшего за ним поражения частей ГА практически все мужчины из родни Степана по материнской линии были вынуждены уйти за Збруч, на территорию УНР. Женщины и дети остались в Ягельнице, однако уже в сентябре вернулись в Старый Угринов (сам Степан уехал к родителям отца в Стрый). Лишь через год, летом 1920 года, в Старый Угринов возвратился Андрей Бандера. Некоторое время он скрывался от польских властей, преследовавших украинских активистов, но уже осенью вновь стал священником в сельской церкви.

### Учёба в гимназии

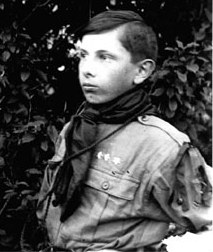
Бандера-гимназист в пластунской форме. Фото 1923 года

В 1919 году Степан Бандера поступил в одну из немногих украинских классических гимназий, которая находилась в городе Стрые. Изначально организованное и содержавшееся украинской общиной, со временем это учебное заведение получило статус публичной, государственной гимназии. Несмотря на то, что по своему национальному составу стрыйская гимназия была почти исключительно украинской, польские власти города старались внедрить в тамошнюю среду «польский дух», на почве чего нередко сталкивались с протестами преподавателей и гимназистов. Проживая в доме родителей своего отца, Степан обучался в гимназии на протяжении восьми лет, изучал греческий язык и латынь, историю, литературу, психологию, логику, философию. «Он был низкого роста, шатен, очень бедно одетый», — вспоминал о Бандере-гимназисте его соученик Ярослав Рак. Нужда, которую Степан действительно испытывал в тот период, в четвёртом гимназическом классе вынудила его давать платные уроки другим ученикам.
Будучи третьеклассником, в 1922 году Степан вступил в подпольную националистическую организацию школьников и стал членом украинского скаутского объединения «Пласт». Попытки стать членом «Пласта» в первом и втором классах не увенчались успехом: причиной тому стал полученный в детстве ревматизм суставов, из-за которого в 1922 году Бандера провёл несколько месяцев в больнице с отёком колена. В Стрые Бандера входил в состав руководства Пятого пластового куреня имени Ярослава Осмомысла, а потом, уже после окончания гимназии, был в числе руководителей Второго куреня старших пластунов, отряда «Червона Калина», вплоть до запрещения польскими властями «Пласта» в 1930 году. В пятом классе, что было нетипичным (обычно членами таких объединений становились семи- и восьмиклассники), Бандера, под влиянием Степана Охримовича (будущего краевого проводника ОУН), примкнул к одному из молодёжных объединений — «Организации высших классов украинских гимназий».
Из воспоминаний Владимиры, сестры Степана, известно, что в пятнадцать лет, узнав о смерти активистки украинского националистического движения Ольги Басараб, не выдержавшей полицейских истязаний, Степан решил сознательно готовить себя к мученичеству ради идеи, проверяя, сможет ли он в случае необходимости вынести пытки, и с этой целью загонял себе иголки под ногти. Позднее, по свидетельству товарищей, уже будучи студентом, Степан истязал себя ремнём, обжигал пальцы, защемлял их в косяках дверей и т. п.

## Исторический контекст: Восточная Галиция в составе Польши
Поражение Галицкой армии в войне с Польшей привело к краху ЗУНР и установлению с июля 1919 года полной оккупации Восточной Галиции (Западной Украины) польскими войсками. Совет послов Антанты первоначально признал за Польшей лишь право на оккупацию Восточной Галиции при условии уважения прав украинского населения и предоставления автономии. Этнические украинцы, однако, отказывались признавать польскую власть, служить в польской армии, бойкотировали переписи населения и выборы в сейм. Тем временем Польша, считаясь с международным мнением, декларировала уважение прав национальных меньшинств и формально закрепила это в своей конституции. 14 марта 1923 года Совет послов стран Антанты признал суверенитет Польши над Восточной Галицией, получив заверения польских властей, что они предоставят краю автономию, введут в административных органах украинский язык и откроют украинский университет. Эти условия так и не были выполнены.
Польское правительство проводило в Галиции политику насильственной ассимиляции и полонизации украинского населения, оказывая на него политическое, экономическое и культурное давление. Украинский язык не имел официального статуса, должности в органах местного самоуправления могли занимать только поляки. В Галицию хлынул поток польских переселенцев, которым власти предоставляли землю и жильё. Недовольство такой политикой выливалось в забастовки, бойкот выборов.
В 1920 году в Чехословакии возникла нелегальная Украинская войсковая организация (УВО), использовавшая вооружённые методы борьбы против польской администрации на территории Западной Украины. Первоначально в её состав входили в основном ветераны армии УНР и Украинской Галицкой армии. В 1929 году на базе УВО и нескольких националистических организаций была создана Организация украинских националистов.
С момента своего создания ОУН занималась подпольной, нелегальной деятельностью против польского государства, выступая против попыток достижения межнационального согласия, которые с украинской стороны предпринимали умеренные общественные силы.
Основным регионом активности ОУН-УВО была Восточная Галиция, её руководящая структура в этом регионе именовалась «Краевой экзекутивой ОУН (КЭ ОУН) на западноукраинских землях (ЗУЗ)».
Весной 1929 года, с созданием ОУН и её Краевой экзекутивы, в Галиции был организован ряд массовых протестных акций, направленных на различные сферы отношений между польским государством и украинским национальным меньшинством. Активизировалась и деятельность, направленная на обеспечение финансового положения организации посредством вооружённых ограблений государственных и частных польских учреждений (прежде всего, почт и банков).
Во второй половине 1930 года ОУН инициировала антипольскую «Саботажную акцию». По Галиции прокатилась волна нападений на государственные учреждения, произошло свыше двух тысяч поджогов домов и имущества польских землевладельцев. В ответ на это с 14 сентября до конца ноября 1930 года польские власти предприняли ряд военно-полицейских мероприятий в Восточной Малопольше, известных как «Пацификация», направленных на подавление антипольских террористических действий и актов саботажа.

## Юношество и молодость (1927—1939)

### Студенческие годы

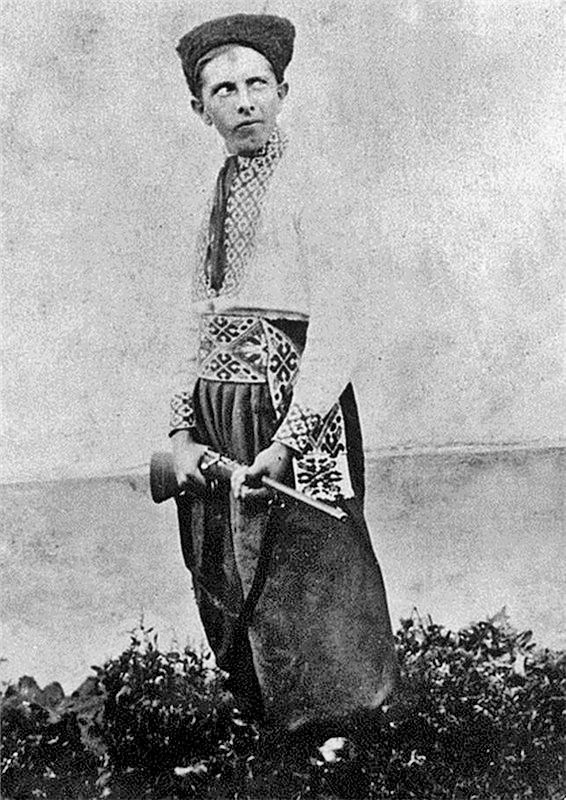
Степан Бандера — пластун куреня «Червона Калина». Фото 1929 или 1930 года

В середине 1927 года Бандера успешно сдал выпускные экзамены в гимназии и решил поступать в Украинскую хозяйственную академию в Подебрадах (Чехословакия), однако польские власти отказали в предоставлении молодому человеку заграничного паспорта, и он был вынужден на год остаться в Старом Угринове.
В сентябре 1928 года Степан Бандера поступил на агрономическое отделение Львовской Политехники, где проучился шесть лет. Будучи студентом, Бандера не только продолжал заниматься подпольной работой, но и участвовал в легальном украинском национальном движении: состоял в обществе украинских студентов Львовской Политехники «Основа» и в кружке студентов-селян, некоторое время работал в бюро общества «Сельский хозяин», по-прежнему тесно сотрудничал с «Просвитой», от которой часто выезжал с лекциями в сёла Львовщины. Учёба для него оставалась на втором плане — большую часть своей энергии он отдавал подпольной работе.

### Мировоззрение
Ещё в школьные годы мировоззрение Бандеры формировалось под влиянием националистических идей, популярных в среде западноукраинской молодёжи того времени: наряду с другими гимназистами он примыкал к многочисленным молодёжным националистическим организациям, крупнейшими из которых были Группа украинской государственнической молодёжи (ГУГМ) и Организация старших классов украинских гимназий (ОСКУГ). В 1926 году две эти организации объединились в Союз украинской националистической молодёжи (СУНМ).
Анализируя факторы, повлиявшие на формирование мировоззрения Бандеры, помимо отцовского воспитания и грандиозных исторических событий, свидетелем которых он стал в детстве (Первая мировая война, украинско-польская война, провозглашение ЗУНР), историк Гжегож Россолински-Либе указывает, что уже в старших классах гимназии тот познакомился с работами Николая Михновского, Дмитрия Донцова, других теоретиков и идеологов ультраправых и фашистских движений того времени. Мировоззрение молодого человека формировалось под воздействием ультраправых ценностей и концепций, включая ультранационализм, фашизм, расизм и антисемитизм, преклонение перед насилием, ненависть к демократии, коммунизму и социализму, убеждённость в том, что украинское государство может быть создано лишь вооружённым путём. Как и в случае с другими молодыми украинскими националистами того времени, в Бандере экстремизм сочетался с религиозностью, и он использовал религию для сакрализации политики и насилия.
Бандера признавал лишь радикальные, радикально-националистические движения и решительно отвергал все политические течения, придерживавшиеся левых, демократических либо умеренно националистических взглядов. Семейное воспитание, специфическое окружение и напряжённость польско-украинских отношений способствовали формированию склонности к национализму и «бытовому, традиционному антисемитизму». Уже в школьные годы мир представлялся ему биполярным, окрашенным исключительно в чёрно-белые тона. Преклонение перед фашизмом как идеологией зародилось либо в школьные годы, когда он стал членом ОСКУГ и изучал Донцова, либо чуть позже, после вступления в ОУН. Донцов и идеологи ОУН, такие как Евгений Онацкий, познакомили молодых галичан поколения Бандеры с концепцией «вождь — партия — массы», научили их восхищаться Муссолини и Гитлером и ненавидеть коммунизм, марксизм, евреев и демократию.
Уже в школьные годы Бандера скорее всего видел себя представителем народа, который подвергается многовековой эксплуатации и национальному унижению, в основном со стороны евреев, поляков и русских. К «традиционному» украинскому антисемитизму, рассматривавшему евреев как польских агентов и эксплуататоров украинского населения, с 1930-х годов начал примешиваться «расовый» антисемитизм, концепцию которого продвигали Донцов и идеологи, сотрудничавшие с журналами «Сурма» и «Пробуждение нации». Для Донцова евреи представляли собой одну из опор большевистского режима. После того, как радикальная молодёжь в начале 1940 года откололась от ОУН и создала своё собственное бандеровское движение, донцовская концепция антисемитизма почти дословно вошла в постановления II Большого Съезда украинских националистов (апрель 1941 года). Злодеяния Холокоста заставили руководство ОУН в послевоенный период категорически отрицать присутствие подобных тезисов в довоенных программных документах ОУН.

### Начало карьеры в УВО-ОУН
После окончания гимназии Бандера был привлечён к подпольной работе по линии УВО, совмещая её с учёбой и общественной деятельностью. Формально членом УВО Бандера стал лишь в 1928 году, получив назначение в разведывательный, а позднее — в пропагандистский отдел.
Когда в 1929 году была создана Организация украинских националистов (ОУН), Бандера по рекомендации Степана Охримовича стал одним из первых её членов на Западной Украине. Лев Шанковский вспоминал, что Бандера уже тогда был «завзятым националистом».
Несмотря на молодость, Бандера быстро поднялся в иерархии подполья ОУН на Западной Украине благодаря своему фанатичному упорству, силе воли, практичности, организаторским способностям и тщательному соблюдению конспирации. Этому способствовало также то, что становление Бандеры пришлось на смену поколений в украинском националистическом движении. Первым поручением Бандеры стало распространение подпольной националистической литературы на территории родного Калушского уезда, а также среди львовского студенчества. Одновременно молодой активист выполнял различные функции в отделе пропаганды, с 1930 года возглавил отдел подпольных изданий, позднее — технико-издательский отдел, а с начала 1931 года — ещё и отдел доставки подпольных изданий из-за рубежа. Кроме того, в 1928—1930 годах Бандера числился корреспондентом подпольного ежемесячного сатирического журнала «Гордость нации», издававшегося в Праге. Свои статьи он подписывал псевдонимом Матвей Гордон. Благодаря организаторским способностям Бандеры была налажена нелегальная доставка из-за границы таких изданий, как «Сурма», «Пробуждение нации», «Украинский националист», а также «Бюллетеня КЭ на ЗУЗ» и журнала «Юнак», печатавшихся непосредственно на территории Польши.
Польская полиция предпринимала немалые усилия в борьбе против украинского националистического подполья. В общей сложности, по словам самого Бандеры, за период с 1930 по 1933 годы его арестовывали пять раз: в 1930 году вместе с отцом за антипольскую пропаганду, летом 1931 года — за попытку нелегально перейти польско-чешскую границу, затем ещё раз в 1931 году, на этот раз за причастность к покушению на комиссара бригады политической полиции во Львове Е. Чеховского. 10 марта 1932 года Бандеру задержали в Цешине, а 2 июня следующего года — в Тчеве.
В Краевую экзекутиву ОУН Бандера попал в 1931 году, при краевом проводнике Иване Габрусевиче (июнь 1931 — март 1932), возглавив референтуру (отдел) пропаганды. Его карьера развивалась стремительно: в 1932 году Бандера — заместитель краевого проводника, а уже в середине 1933 года Провод украинских националистов (главный орган ОУН) во главе с Евгением Коновальцем утвердил его на посту краевого проводника ОУН на западноукраинских землях и краевого коменданта боевого отдела ОУН-УВО (в середине 1932 года завершился процесс объединения УВО и ОУН, в результате которого УВО из самостоятельной организации была переформирована в номинально автономную военную референтуру — отдел ОУН).
Начиная с 1931 года Бандера поддерживал тесные контакты с заграничным руководством УВО-ОУН, регулярно выезжал за границу по делам ОУН, принимал участие в конференциях ОУН в Праге (летом 1932 года), Берлине и Данциге (1933), в более узком кругу встречался с Евгением Коновальцем и другими руководителями ОУН.
Утверждается, что в один из своих приездов Бандера прошёл обучение на курсах УВО по подготовке агентуры в Данциге, где лично познакомился с Рихардом Ярым, обучавшим курсантов ведению разведки и контрразведки. Ярый обратил внимание на амбициозного молодого человека и впоследствии активно его поддерживал и продвигал. Как указывал советский исследователь ОУН В. Уколов, именно Ярый представил Бандеру сотруднику абвера Эрвину Штольце как перспективного и способного агента с задатками лидера.

### Во главе КЭ ОУН
В январе 1933 года руководство ОУН освободило Богдана Кордюка от должности краевого проводника на западноукраинских землях, возложив на него ответственность за неудачное нападение на почтовое отделение в местечке Городок под Львовом 30 ноября 1932 года, в результате которого два боевика ОУН были убиты, а ещё двое — Дмитро Данилишин и Василь Билас — были задержаны и по приговору суда повешены. Исполняющим обязанности краевого проводника стал заместитель Кордюка — Степан Бандера, который был официально утверждён в этой должности и введён в состав Провода ОУН на Берлинской конференции 3-6 июня 1933 года.
С приходом Бандеры к руководству КЭ ОУН характер её боевых акций изменился. Экспроприации (т. н. «эксы») прекратились, упор был сделан на теракты против представителей польской государственной администрации, а также местных коммунистов, левых и просоветских деятелей, советских дипломатов. Бандера лично отбирал кандидатов на совершение терактов и иногда сам называл тех, кому предстояло стать жертвой нападений.
Вот что Степан Бандера писал в автобиографии о деятельности на посту краевого проводника ОУН:

Кроме революционной деятельности против Польши как оккупанта и угнетателя Западноукраинских земель, был создан ещё один фронт антибольшевистской борьбы … Этот фронт был направлен против дипломатических представителей СССР на Западноукраинских землях…, против большевистской агентуры, компартии и советофильства. Целью этих акций было продемонстрировать единство освободительного фронта, солидарность Западной Украины с антибольшевистской борьбой Центральных и Восточных земель Украины и искоренить на Западной Украине коммунистическую и агентурно-советофильскую работу среди украинского населения.
Оригинальный текст (укр.)Побіч революційної діяльности проти Польщі як окупанта й гнобителя Західньо-Українських Земель поставлено другий фронт протибольшевицької боротьби як рівнорядний і так само активний теж на ЗУЗ (а не тільки ОСУЗ). Цей фронт був спрямований проти дипломатичних представників СССР на ЗУЗ (атентат М.Лемика на секретаря і політичного керівника совєтського консульства у Львові Майлова і політичний процес), проти большевицької агентури, компартії та совєтофільства. Метою цих акцій було заманіфестувати єдність визвольного фронту, солідарність Західньої України з протибольшевицькою боротьбою Осередніх і Східніх Земель України та викорінити на Західній Україні комуністичну й агентурно-совєтофільську працю серед українського населення.

Во время массового голода на Украине в 1932—1933 годах КЭ ОУН под руководством Бандеры организовала ряд акций протеста в поддержку голодающих украинцев. Одновременно с этим активисты ОУН развернули борьбу против Коммунистической партии Западной Украины (КПЗУ), рассчитывая подорвать её влияние среди населения. 3 июня 1933 года в Берлине на конференции Провода украинских националистов с участием членов КЭ ОУН было принято решение об организации покушения на советского консула во Львове. Подготовкой покушения Степан Бандера занимался совместно с Романом Шухевичем.
Примерно в то же время националисты готовили покушение на общественного деятеля А. Крушельницкого, но тот успел вместе с семьёй эмигрировать в СССР. В этот период также произошло несколько убийств польских полицейских, которым националисты мстили за попытки завербовать агентов в среде ОУН.
Одной из акций, осуществлённых по приказу Бандеры, стал взрыв бомбы в здании издательства (редакции) левой газеты «Праця» (Труд), которую 12 мая 1934 года заложила молодая львовская студентка, известная активистка ОУН Екатерина Зарицкая.
Наряду с организацией законспирированных боевых групп Бандера призывал вовлекать в борьбу против польских властей широкие слои населения, взять курс на массовость националистического движения. С этой целью Бандера предложил реорганизовать кадрово-организационную работу и обеспечить её проведение на территории всей Западной Украины, причём не только среди студентов и бывших военных, но и в рабоче-крестьянской среде. Проведением массовых акций, направленных на пробуждение национальной и политической активности украинцев, Бандере удалось существенно усилить влияние ОУН в различных слоях украинского общества. В число таких акций входили панихиды и манифестации, посвящённые памяти борцов за независимость Украины, так называемый «культ могил» — чествование могил сечевых стрельцов и сооружение символических могил павших воинов, что вызывало враждебную реакцию и активное противодействие польских властей. Так, ещё 22 декабря 1932 года, в день казни боевиков ОУН Биласа и Данилишина во Львове, Степан Бандера и Роман Шухевич организовали и провели пропагандистскую акцию: в шесть часов вечера, когда приговор должны были привести в исполнение, во всех греко-католических церквях Львова раздался колокольный звон.
По инициативе Бандеры проводились и другие акции, в том числе антимонопольная, участники которой отказывались от покупки польской водки и табака, что, по мнению организаторов, должно было нанести существенный ущерб финансовой системе Польши.
В сентябре 1933 года была проведена однодневная «школьная акция», в ходе которой школьники-украинцы бойкотировали всё, что относилось к Польше: её государственную символику, польский язык, учителей-поляков. Ученики отказывались отвечать на уроках на вопросы, заданные по-польски, призывали польских учителей возвращаться в Польшу, из школ выбрасывались государственные символы польского государства и т. д. Акция объединила, по оценкам одной из польских газет, десятки тысяч детей. Планировалось покушение на жизнь школьного куратора Гадомского в знак протеста против полонизации и уничтожения польскими властями украинского школьного образования.
Бандера провёл почти полную перестройку подготовки и обучения кадров ОУН — при нём была введена систематическая идеологическая и политическая обработка, боевая подготовка и обучение конспирации и методам подпольной работы. К 1934 году активность ОУН достигла наивысшего пика за весь межвоенный период. КЭ ОУН под руководством Бандеры одобрила решение об организации на ЗУЗ так называемых «зелёных кадров» — ожидалось, что на усиление «боевой деятельности» ОУН польские власти ответят новыми репрессиями и созданием концлагерей для украинских активистов — в этом случае раскрытые члены ОУН должны будут уйти в глубокое подполье и объединиться в боевые группы для вооружённой борьбы с оккупантами, прежде всего на Волыни и в Карпатах. Как отмечал Микола Климишин, этот план фактически предвосхищал создание будущей Украинской повстанческой армии.

### Резонансные убийства
Особый резонанс в польском обществе получили два политических убийства, которые вновь привлекли внимание польской и международной общественности к украинской проблеме.
21 октября 1933 года 18-летний студент Львовского университета Микола Лемик, явившийся в советское консульство во Львове, чтобы совершить покушение на консула, застрелил советского дипломатического работника А. П. Майлова, после чего добровольно сдался полиции, в полном соответствии с инструкциями, полученными от организаторов теракта Бандеры и Шухевича, заявив, что это покушение совершено в знак протеста против массового голода на советской Украине (1932—1933 гг.). По замыслу организаторов, судебный процесс над террористом давал возможность заявить всему миру, что массовый голод — это реальность, которую замалчивает советская и польская пресса и официальные власти. Суд приговорил Лемика к пожизненному заключению как несовершеннолетнего. .
Следующим резонансным преступлением, имевшим для КЭ ОУН тягчайшие последствия, стало убийство министра внутренних дел Польши Бронислава Перацкого. Согласно официальной истории ОУН, решение совершить политическое убийство в Варшаве было принято на специальной конференции в конце апреля 1933 года в Берлине, в которой приняли участие Евген Коновалец, Рико Ярый и Ярослав Барановский от ПУН и Степан Бандера от КЭ ОУН как исполняющий обязанности краевого проводника. Здесь было решено убить в Варшаве министра образования или министра внутренних дел, во Львове — школьного куратора Гадомского, а на Волыни — воеводу Юзефского. В середине июля 1933 года КЭ представила в ПУН конкретные планы осуществления этих акций (доведено до конца было лишь покушение на Перацкого). Убийство Перацкого было представлено как акт мести за кровавую акцию «пацификации» (умиротворения украинского населения) в Восточной Малопольше 1930 года, которой руководил Перацкий, в то время занимавший должность заместителя министра внутренних дел. План покушения разработал Роман Шухевич, непосредственной технической подготовкой теракта занимался Микола Лебедь, а общее руководство осуществлял Степан Бандера. Лебедь называл Бандеру псевдонимами Баба, Лис, Степанко, Малый, Серый, Рых, Матвей Гордон, Крук и др.[значимость факта?]
В декабре 1933 года Коновалец направил Бандере недвусмысленное указание прекратить любые акции против польской администрации (в связи с переговорами между нацистской Германией и Польшей, завершившимися подписанием в январе 1934 года Договора о ненападении между Германией и Польшей). Несмотря на это, подпольщики продолжили подготовку к покушению на Перацкого, что впоследствии дало повод обвинить Бандеру в самоуправстве, которое привело к тягчайшим последствиям для подпольных структур ОУН на Западной Украине. Ряд обстоятельств, сопутствовавших теракту, также даёт основания утверждать, что это убийство могло быть своего рода провокацией, использованной польскими властями для подавления политической оппозиции.
15 июня 1934 года в центре Варшавы Бронислав Перацкий был убит несколькими выстрелами в затылок. Исполнителем убийства был студент Григорий Мацейко, который сумел скрыться с места преступления и в дальнейшем бежал за границу. Все организаторы террористического акта, кроме Григория Мацейко, были арестованы польской полицией.
Сам Степан Бандера был задержан рано утром 14 июня во время полицейской облавы в Академическом доме Львовской высшей политехнической школы, проводившейся в связи с предстоящим приездом в Польшу Йозефа Геббельса. Тогда же среди многих других были задержаны Богдан Пидгайный, отвечавший за техническую подготовку теракта, Микола Климишин и Ярослав Карпинец, изготовивший бомбу для теракта. Задержанных могли бы, как обычно, вскоре выпустить, если бы не убийство Перацкого, произошедшее на следующий день. Всех задержанных подвергли тщательным допросам с целью выявить причастных к преступлению.
16 июня на специальном заседании польского правительства был утверждён план создания концлагеря для изоляции тех, кто мог быть причастным к теракту. Президент Польши Игнацы Мосцицкий подписал распоряжение, дававшее полиции право заключать подозреваемых под стражу на три месяца без суда, лишь на основании административного решения. Местом содержания таких лиц стал концлагерь Берёза Картузская, через который впоследствии прошли сотни польских граждан. За период с июня по ноябрь в связи с убийством Перацкого было задержано более 800 человек, среди которых было немало членов ОУН.
Успеху следствия способствовало то, что благодаря сотрудничеству между польской и чехословацкой военными разведками в руки польской полиции в 1933—1934 годах попал так называемый «архив Сеника» — большое количество внутренних документов и переписки, изъятых в ходе обысков на квартирах членов руководства ОУН (в том числе Омеляна Сеника), проживавших в Чехословакии. К этим документам, как полагают, добавились документы, изъятые германской полицией при обысках у Рико Ярого. Информация, полученная следствием в ходе анализа «архива Сеника», помогла установить личности многих руководителей и членов ОУН. Несколько подследственных под давлением предъявленных им документов из «архива Сеника» признали вину, согласились на сотрудничество со следствием и дали необходимые показания.
Когда в ходе следствия и судебного процесса вскрылось, что обвинение во многом строится на использовании внутренних документов ОУН, на Сеника пали подозрения в измене, однако революционный трибунал ОУН оправдал его. Находясь в тюрьме, Бандера пытался понять, каким образом документы могли попасть к полякам, и пришёл к выводу, что польским агентом мог быть лишь Ярослав Барановский, референт по связям с Краем (то есть Западной Украиной) и действующий секретарь ПУНа — Провода украинских националистов, родной брат уже установленного провокатора Романа Барановского, выдавшего польским властям в 1930 году Юлиана Головинского, тогдашнего главу КЭ ОУН и краевого коменданта УВО.
Как бы то ни было, следователям потребовалось несколько недель, чтобы понять, что к ним в руки попал руководитель подполья ОУН на Западной Украине. По свидетельству Бандеры, его допрашивали без перерыва с девяти часов утра 6 августа до восьми часов вечера 11 августа, не давая ему спать, но он достойно держал себя. На протяжении полутора лет следствия Бандера содержался в одиночной камере, закованный в кандалы.
Убийство Перацкого дало Польше повод выступить в Лиге Наций с предложением ввести международные санкции против терроризма, включая запрет на предоставление политического убежища террористам. После покушения на Перацкого один из его организаторов Микола Лебедь бежал в Германию, но нацистские спецслужбы, опасаясь международного скандала, по первому же требованию польских властей арестовали Лебедя и депортировали его в Польшу. В немецкой тюрьме оказался и Рико Ярый. Это привело к охлаждению отношений между украинскими националистами и нацистской Германией в 1934—1938 годах. Одновременно убийство Перацкого подняло популярность Бандеры среди украинцев, в том числе в эмигрантских кругах.
Жертвами ОУН становились не только поляки, но и украинцы — так, «Революционный трибунал ОУН» приговорил к смерти студента Якова Бачинского, которого подозревали в связях с полицией. 31 марта 1934 года покушение закончилось неудачей, однако 9 мая он всё же был застрелен боевиками ОУН. 25 июля 1934 года был убит директор украинской академической гимназии, директор Генерального института католического действия Иван Бабий. Это убийство вызвало широкий резонанс и осуждение в украинском обществе Галиции. Резко осудил убийство митрополит Галицкий Андрей (Шептицкий), который писал в своём обращении: «Нет ни одного отца или матери, которые не проклинали бы руководителей, которые ведут молодёжь на бездорожье преступлений», «украинские террористы, которые безопасно сидят за границами края, используют наших детей для убийства родителей, а сами в ореоле героев радуются такому выгодному житью».
Романтично-идеалистическому образу ОУН, так старательно создававшемуся подпольем, был нанесён сильный удар. В некоторой степени этот образ подправило мужественное поведение арестованных в связи с убийством Перацкого в ходе последовавшего судебного процесса.

#### Варшавский и Львовский процессы
18 ноября 1935 года в Варшавском суде начался процесс по делу об убийстве Перацкого. Перед судом предстали двенадцать украинских националистов, в число которых входил и Степан Бандера.
Процесс, вошедший в историю как «Варшавский», продолжался почти два месяца и широко освещался как польской, так и мировой печатью. Именно Варшавский (и последовавший Львовский) процессы сделали до тех пор малоизвестного Бандеру знаменитым.
Фигуре Бандеры уделялось наиболее пристальное внимание. Так, корреспондент «Литературных ведомостей», назвавший молодого человека «сумасшедшим студентом Политехники», подчеркнул, что тот смотрит прямо, а не исподлобья, а анонимный журналист «Польской газеты», в свою очередь, отметил склонность Бандеры к бурной жестикуляции. В продолжение процесса Бандера вёл себя смело и откровенно вызывающе. Так, в ответ на замечание прокурора, что боевая деятельность ОУН противоречит основам христианской морали, он возложил моральную ответственность за действия украинских боевиков на польские власти. Не раз Бандеру силой выводили из зала суда, как только суд приходил к выводу, что его поведение выходит за пределы допустимого.
На первом же заседании Бандера назвал себя «украинским гражданином, не подчиняющимся польским законам», и отказался давать показания на польском языке, заявив, что суд обязан уважать волю обвиняемого. Примеру Бандеры последовали остальные подсудимые и даже некоторые свидетели. Обвиняемые отказывались отвечать на вопросы по-польски, приветствовали друг друга возгласом «Слава Украине!», начиная этими словами со скамьи подсудимых каждое заседание суда. Подсудимые попытались превратить зал суда в трибуну пропаганды идей ОУН.
«Архив Сеника» фигурировал на Варшавском процессе в качестве одного из основных документальных свидетельств обвинения. К тому же, на допросе «раскололся» организационный референт КЭ ОУН Иван Малюца, выдавший всю структуру ОУН до низового уровня. В связи с этим участникам процесса не было смысла отрицать своё положение в иерархии ОУН. В результате массовых арестов среди членов организации всё региональное руководство ОУН в Галиции оказалось в заключении, и многие низовые организации прекратили своё существование.
Микола Климишин вспоминал, что никто из подсудимых и адвокатов не верил в то, что суд оставит Бандеру в живых, равно как и «сам Бандера (…) не надеялся на то, что его жизнь продолжится. Но, несмотря на это, он всё время был вполне спокоен и всё время был готов к очень хорошо спланированному и точному выступлению».
13 января 1936 года Степан Бандера, Микола Лебедь и Ярослав Карпинец были приговорены к смертной казни через повешение, остальные — к тюремному заключению на срок от 7 до 15 лет. Когда приговор зачитывали, Бандера и Лебедь выкрикнули: «Хай живе Україна!» (укр.), за что обоих вывели из зала на период дальнейшего оглашения приговора.
После вынесения приговора ОУН объявила траур на всей территории Западной Украины. Отдел пропаганды КЭ ОУН распечатал листовки с портретами подсудимых и выдержками из их заявлений в ходе процесса. Процесс имел огромный общественный резонанс, и власти, не осмеливаясь привести смертные приговоры в исполнение, начали переговоры с легальными украинскими политическими партиями о «нормализации» украинско-польских отношений. От виселицы троих приговорённых оуновцев спасло постановление об амнистии, принятое во время процесса, — казнь была заменена пожизненным заключением.
Экспертиза оружия, использовавшегося для убийства Ивана Бабия и Якова Бачинского, показала, что они и Перацкий были застрелены из одного и того же револьвера. Это позволило польским властям организовать над Бандерой и рядом других оуновцев ещё один судебный процесс, на сей раз во Львове.
25 мая 1936 года Бандера наряду с другими членами КЭ ОУН (всего 27 человек) предстал перед судом во Львове по обвинению в руководстве террористической деятельностью ОУН-УВО. Часть обвиняемых была в числе фигурантов предыдущего процесса — деятель ОУН Микола Сциборский назвал события во Львове «реваншем за Варшаву».
Ход Львовского процесса был гораздо спокойнее, нежели Варшавского, — главным образом в силу того, что убийства Бабия и Бачинского произвели меньший резонанс, чем покушение на Перацкого, а подсудимым было позволено отвечать на украинском языке. Здесь, во Львове, Бандера впервые открыто выступил как краевой проводник ОУН. Объясняя цели и методы борьбы организации против большевистской идеологии, он заявил: «Большевизм — это система, с помощью которой Москва поработила украинскую нацию, уничтожив украинскую государственность». Бандера также отметил, что ОУН занимает негативную позицию по отношению к коммунистической идеологии. Своей причастности к гибели Бабия и Бачинского он не отрицал — их убили по его личному приказу за сотрудничество с польской полицией. В последнем слове Бандера акцентировал внимание на многообразии деятельности украинских националистов и раскритиковал позицию прокурора, охарактеризовавшего ОУН как террористическую организацию, занимающуюся исключительно боевой деятельностью. «Это был уже не молодой парень, — писал Микола Климишин о Бандере на процессе во Львове. — Это был проводник революционной организации, который (…) знал, что он сделал и почему, (…) знал, что следует сказать, о чём промолчать, чего добиваться и от чего категорически отказываться».
По результатам Львовского процесса Бандера был приговорён к пожизненному заключению.
В общей сложности, на Варшавском и Львовском процессах Бандера был приговорён к пожизненному заключению по семи пунктам обвинений.

### В заключении (1936—1939). Выход из тюрьмы
2 июля 1936 года Бандеру доставили в тюрьму «Мокотув» в здании № 37 по улице Раковецкого в Варшаве. Члены семьи и знакомые отправили ему деньги для покупки продуктов, газеты, книги. Уже на следующий день его отправили в тюрьму «Свенты Кшиж» («Святой Крест») неподалёку от Кельца. Из воспоминаний самого Бандеры, а также Миколы Климишина, отбывавшего срок в той же тюрьме, условия в «Свенты Кшиж» были плохими: в камерах не было кроватей — заключённые спали на цементном полу, ложась на одну половину покрывала и накрываясь второй его половиной. Нехватка воды и отсутствие туалетной бумаги влекли за собой ухудшение гигиенической ситуации. На завтрак заключённым полагались кофе с ложкой сахара и кусок чёрного ржаного хлеба, а на обед, как правило, — пшеничная каша.
Бандеру вначале поместили в камеру № 14, а затем перевели в камеру № 21. Вместе с ним сидели, в частности, Микола Лебедь, Ярослав Карпинец, Богдан Пидгайный, Евгений Качмарский, Григорий Перегийняк. С некоторого времени, вспоминал Микола Климишин, они «стали жить группой»: обменивались литературой, распределяли между собой продукты. Бандера, по воспоминаниям Климишина, предложил всем сокамерникам, не завершившим университетский курс, продолжить обучение с помощью старших товарищей. Так, Карпинец «преподавал» точные науки, Климишин — историю и философию, украинский и английский языки. В середине января 1937 года режим заключения был ужесточён, а получение посылок от родственников временно ограничено. В связи с этим Бандера и другие члены ОУН организовали 16-дневную голодовку в знак протеста против действий тюремной администрации. В результате администрация пошла на уступки.
Тем временем в начале 1935 года КЭ ОУН на ЗУЗ возглавил Лев Ребет, по указанию которого боевые акции были прекращены, все усилия были направлены на восстановление структуры управления и связи ПУНа с низовыми организациями, разрушенной в результате арестов 1934 года, — фактически же деятельность ОУН была сведена к культурно-просветительской работе. Роман Шухевич и ряд других активистов ОУН, недовольные этим решением, пытались убедить ПУН назначить другого руководителя, но безуспешно. Ребет возглавлял КЭ ОУН до начала 1939 года. Несмотря на его непопулярность среди активистов на Западной Украине, организационные структуры ОУН к 1938 году постепенно удалось восстановить.
К июню 1937 года Степан Бандера был переведён в камеру-одиночку — его сокамерников-оуновцев отправили в другие тюрьмы Польши. Отец Иосиф Кладочный, трижды в год исповедовавший Бандеру в заключении, вспоминал, что тот «принимал святое причастие всегда», когда священник посещал его в тюрьме. Благодаря Иосифу Кладочному Бандера поддерживал постоянную связь с внешним миром и Проводом ОУН вплоть до начала 1938 года, когда польские власти, сочтя тюрьму «Свенты Кшиж» недостаточно надёжной, перевели его в тюрьму Вронки у города Познань. В течение 1937—1939 годов соратники Бандеры неоднократно предпринимали попытки организовать бегство своего проводника, однако ни один план не был претворён в жизнь, и Бандера узнал об этих замыслах, только выйдя на свободу.
В 1939 году Бандеру переправили в тюрьму, размещавшуюся в Брестской крепости. За недолгий период пребывания здесь он успел провести голодовку в знак протеста против произвола польской тюремной администрации. Благодаря стечению обстоятельств Бандера избежал отправки в знаменитый концлагерь в Берёзе-Картузской: как вспоминал он сам, 13 сентября, через две недели после нападения Германии на Польшу, тюремная администрация покинула город, двери камер были открыты, и вскоре Бандера, наряду с остальными украинскими националистами — узниками Брестской крепости, вышел на свободу. Скрытно, просёлочными дорогами, стараясь избегать встреч с немецкими, польскими, а также советскими солдатами, бывший заключённый с группой других украинских националистов отправился во Львов. На Волыни и в Галиции Бандера установил контакты с действующими организационными структурами ОУН — так, в городе Сокаль он принял участие во встрече территориальных руководителей ОУН. Скорая гибель польского государства становилась очевидной, и в условиях, когда советские войска уже занимали Западную Украину, Бандера пришёл к необходимости перестроить всю работу ОУН и направить её против нового главного врага — «большевиков». Из Сокаля, сопровождаемый будущим членом Бюро Провода ОУН Дмитрием Майивским, он добрался до Львова через несколько дней после того, как туда вошли советские войска, который был занят 22 сентября.

## Вторая мировая война

### ОУН в новых условиях
Сентябрь 1939 года радикально изменил ситуацию в Центральной и Восточной Европе — и, соответственно, обстановку, в которой предстояло действовать ОУН. Потребовалось пересматривать стратегию и тактику, формы и методы деятельности организации. По словам самих деятелей украинского националистического подполья, перед ними открылся практически неведомый ранее фронт борьбы против «одного оккупанта Украины — большевистской Москвы». При этом они признавали, что советская Украина, объединившая все западные этнически украинские регионы (за исключением Закарпатья), оказалась «не такой, какой они хотели бы её видеть…, не склонной к взрыву…».

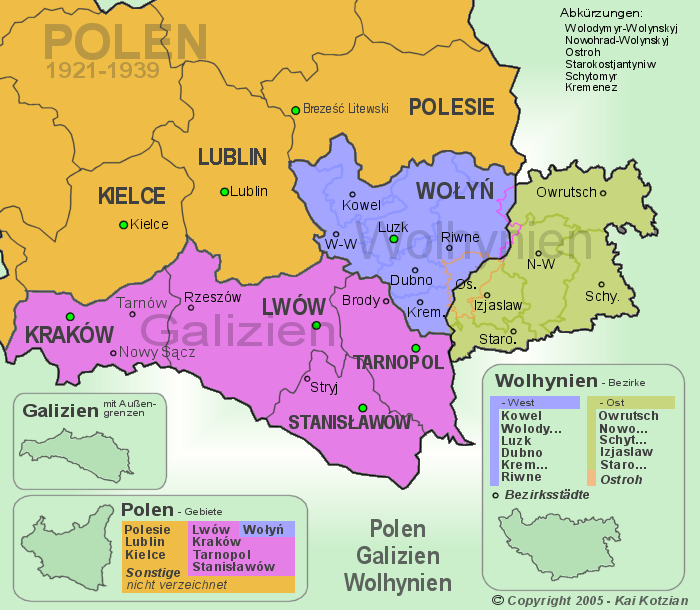
Юго-восток Польши и украинские исторические области Волынь (вошедшая в 1921 в состав УССР отмечена зелёным цветом, входившая в состав Польши в 1921—1939 отмечена синим) и Галиция (отмечена фиолетовым цветом) в период между двумя мировыми войнами

Договором о дружбе и границе между СССР и Германией от 28 сентября 1939 года была установлена граница между «сферами интересов» этих государств на территории Польши по линии рек Сан, Солокия и Западный Буг. Этнически украинские земли почти полностью оказались под контролем Красной армии, за исключением Лемковщины, левобережного Надсанья, Холмщины и Подляшья. На этой территории проживало около 1,2 миллиона человек, в том числе 500 тыс. украинцев — греко-католиков и православных, а также более 200 тыс. украинцев-католиков. 12 октября Гитлер своим декретом провозгласил оккупированные немецкими войсками территории бывшей Польши Генерал-губернаторством.
Хотя вступление Красной армии на территорию Западной Украины оказалось неожиданным для националистического подполья (при этом несколько тысяч активистов ОУН перешли на территорию Генерал-губернаторства), ОУН вскоре удалось преодолеть первую растерянность своего руководства. По оценкам современных украинских историков, на конец 1939 года в западных областях Украинской ССР насчитывалось 8—9 тыс. членов ОУН (максимум 12 тыс., если считать всех активно сочувствующих националистическим идеям).
Во Львове Степан Бандера прожил две недели в обстановке строгой конспирации. За это время ему удалось пообщаться с местным активом ОУН и иерархами УГКЦ. Многие члены ОУН, в том числе краевой проводник Владимир Тымчий («Лопатинский»), поддержали планы Бандеры, касающиеся дальнейшей деятельности организации и предусматривающие расширение сети ОУН на всю территорию УССР и начало борьбы против советских властей на Украине. Бандера утверждает в автобиографии, что он намеревался остаться на советской территории, но по указанию руководства и по настоянию товарищей покинул Львов и во второй половине октября совместно с братом Василием, вернувшимся из Берёзы-Картузской, и ещё четырьмя оуновцами пересёк советско-немецкую демаркационную линию и отправился в Краков. Здесь он активно включился в деятельность ОУН, продолжая отстаивать идею её реорганизации.

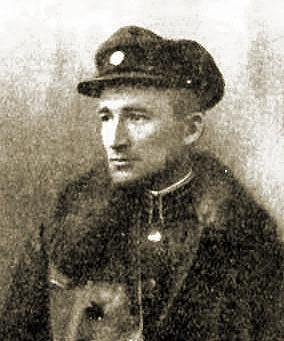
Андрей Мельник

В ноябре Бандера отправился в Словакию под видом лечения ревматизма, обострившегося в период заключения. За две недели, проведённые здесь, Бандера принял участие в нескольких совещаниях актива ОУН, в ходе которых фактически сложилось ядро оппозиции существующему составу ПУНа. Содействие ему в этот период оказал Рико Ярый, который лично отобрал более сотни будущих бандеровцев из числа оуновских активистов, перебравшихся на территорию Генерал-губернаторства, и собрал их в отеле «Люкс» в словацком курортном местечке Пищаны. Именно здесь обсуждались накопившиеся претензии подпольщиков Западной Украины к эмигрантскому руководству ОУН.
Из Словакии Бандера уехал в Вену, где функционировал крупный заграничный центр организации. В Кракове и позднее в Словакии Бандера смог получить существенную поддержку среди активистов-подпольщиков Западной Украины и Закарпатья, а также некоторых представителей руководства ОУН, проживавших в эмиграции в Германии, Словакии и Австрии и сохранявших непосредственную связь с подпольем. В ноябре 1939 года Бандера получил от Андрея Мельника приглашение на аудиенцию в Риме, однако, как впоследствии утверждали сторонники Мельника, Рико Ярый, который должен был организовать поездку, всячески её затягивал, и поездка состоялась лишь в середине января следующего года, после того, как в Вену приехал краевой проводник Владимир Тымчий.
Пока Бандера отбывал заключение в польской тюрьме, в ОУН произошли резонансные события, которые его обошли. Ещё в мае 1938 года лидер ОУН Евгений Коновалец был убит в Роттердаме. Смерть Коновальца привела к кризису в ОУН, вскрыв фундаментальные расхождения между более радикальными активистами ОУН на Западной Украине и умеренными членами эмигрантского Провода украинских националистов. А назначение лидером ОУН Андрея Мельника, соратника Коновальца по гражданской войне на Украине и подпольной работе в УВО, лишь обострило имевшиеся трения. Уже в ноябре 1938 года между Мельником как главой ПУНа и активистами Краевой экзекутивы возник конфликт в отношении событий в Карпатской Украине и формирования на этой территории местного ополчения — организации «Карпатская Сечь». Среди активистов КЭ ОУН раздавались призывы к оказанию военной помощи Карпатской Украине в её борьбе против экспансии соседних государств, в частности Венгрии, однако Мельник, учитывая союзнические отношения Венгрии с Германией, воздерживался от официальной поддержки Карпатской Украины, и добровольцы из польской Восточной Галиции — активисты ОУН, участвовавшие в создании «Карпатской Сечи», игнорировали указания ПУНа. Украинские националисты нелегально переходили польско-чехословацкую границу и пополняли ряды «Сечевиков». Несмотря на то, что, по подсчётам исследователей, «Карпатская Сечь» насчитывала 10—15 тыс. членов, военное обучение прошла незначительная их часть, а количество вооружённых бойцов не превышало 3 тыс. человек.
В марте 1939 года в связи с расчленением Чехословакии сейм Карпатской Украины провозгласил независимость. В ответ Венгрия при поддержке нацистской Германии и Польши начала военную интервенцию в Закарпатье. Сопротивление оккупантам пыталась оказать «Карпатская Сечь», но после нескольких дней упорных боёв Закарпатье было захвачено, значительная часть бойцов «Сечи» оказалась в венгерском плену, часть из них была расстреляна. Вторжение Венгрии в Карпатскую Украину на некоторое время обострило отношения ОУН и Германии, но уже к середине апреля Берлину удалось заверить руководство ОУН в неизменности политики Рейха по отношению к украинцам и поддержке их стремления к самостоятельности. По ходатайству немецких дипломатов венгры выпустили из плена несколько сот украинских националистов. Вышедшие из венгерских лагерей оуновцы, а также их товарищи, проживавшие в Европе на легальном положении, в начале июля 1939 года вошли в создававшийся Украинский легион под руководством полковника Романа Сушко и в сентябре приняли участие в польской кампании вермахта.
В августе 1939 года на II Большом сборе ОУН в Риме Андрей Мельник был официально провозглашён преемником Евгения Коновальца, однако оуновская молодёжь, действовавшая на территории Украины, видела своим руководителем решительного и «готового к отчаянным действиям» Бандеру. Что же касается Мельника, то он до сентября 1938 года даже не являлся членом ОУН и на долгие годы фактически отошёл от политики, занимаясь управлением владениями митрополита Украинской грекокатолической церкви Шептицкого. Возглавить ОУН ему предложили члены так называемого «Узкого руководства» Провода украинских националистов (ПУНа) («укр. Вужчого Проводу»), осуществлявшие руководство деятельностью ОУН после гибели Коновальца, — Ярослав Барановский («Макар»), Омелян Сеник («Грибовский») и Микола Сциборский. Впрочем, это удалось только потому, что отсутствовал Степан Бандера.
Точки зрения Мельника и Бандеры на стратегию украинского националистического движения существенно расходились. Бандера считал необходимым полагаться в первую очередь на собственные силы, поскольку в существовании самостоятельной Украины, по его убеждению, не была заинтересована ни одна западная держава. Возможный союз с Германией он и его сторонники рассматривали как исключительно временный. Бандера и его сторонники считали, что ОУН в своей деятельности должна исходить из внутренней ситуации в СССР и, прежде всего, на самой Украине, и не обязана согласовывать свои планы с кем бы то ни было — а наоборот, должна быть готова к началу массовой партизанской войны, невзирая на внешнеполитическую ситуацию. По словам Ивана Йовика, Бандера выступал «за то, чтобы провозгласить Украинское самостоятельное государство, поставив немцев перед фактом». Мельник, напротив, считал, что ставку следует делать на нацистскую Германию и её военные планы (и поэтому выступал против создания вооружённого националистического подполья на Украине). Мельник и его ближайшее окружение в ПУН не видели возможностей организации успешного вооружённого выступления на Украине, считая необходимым вывести как можно больше членов ОУН в Генерал-губернаторство, а тем, кто в условиях глубокой конспирации останется на советской Украине, должна быть поставлена задача агитационно-пропагандистской работы и подготовки к диверсиям и местным вооружённым выступлениям только на случай начала войны. Мельник планировал организовать обучение основной ударной силы оуновцев под руководством немецких инструкторов на территории Генерал-губернаторства, а при нападении Германии на СССР использовать их в «борьбе с большевизмом» в качестве союзной вермахту украинской армии. С этой целью в Кракове было создано и вело активную работу украинско-германское военное бюро под руководством полковника Романа Сушко.
Бандера, представлявший, в противовес давним эмигрантам, радикально настроенную «революционную молодёжь», принимавшую участие в реальной подпольной работе против польского государства, и только что освободившихся из тюрем руководителей Краевой экзекутивы на Западноукраинских землях (ЗУЗ), обвинял ПУН в безынициативности и слабоволии, требуя от руководства немедленной разработки подробных инструкций по организации восстания на Украине. По мнению Бандеры и его сторонников, такое восстание могло поколебать сами основы Советской власти, по крайней мере на Западной Украине, продемонстрировать всему миру стремление украинского народа к независимости, а самое важное — создать нестабильность на восточных рубежах нацистской Германии и принудить Германию к вмешательству — другими словами, речь шла о попытке спровоцировать Германию на войну против СССР.
Бандера и его сторонники считали необходимым организовать работу в четырёх направлениях:
- подготовка и организация восстания на территории УССР;
- формирование украинских войсковых подразделений за пределами УССР;
- всеобщее военное обучение оуновцев на территории Генерал-губернаторства и
- снабжение повстанцев на Украине кадрами, планами, инструкциями, картами, пособиями и пр.[76]

Исходя из собственного видения ситуации на Украине и не согласовав свои действия с ПУНом, краковский центр (осередок) ОУН ещё в начале декабря 1939 года направил на Украину курьера с приказом Львовскому окружному проводу провести мобилизацию членов ОУН на ЗУЗ, собрать всё имеющееся оружие, полностью перестроить организационную структуру, назначить низовых руководителей, очистить ОУН от «политически ненадёжных элементов» и быть в постоянной боевой готовности. Связной был, однако, задержан на границе, что привело к ряду арестов среди руководителей ОУН на Западной Украине, а также к засылке советской агентуры в краковский центр ОУН. Десяткам низовых руководителей ОУН, скрываясь от арестов, пришлось бежать в Генерал-губернаторство. Случившееся ещё более обострило отношения между ПУНом и сторонниками Бандеры. Руководство ПУНа, не считаясь с мнением большинства членов Краевой экзекутивы, в январе 1940 издало директиву, обязывающую низовые организации ОУН воздерживаться от активных действий, ожидая в условиях глубокой конспирации войны между Германией и СССР.

### Раскол в ОУН. Бандера — руководитель Революционного провода ОУН
В январе 1940 года Бандера и Тымчий приехали в Италию. Как отмечал американский историк Джон Армстронг, содержание требований, которые они выдвинули официальному лидеру ОУН, точно неизвестно, так как каждая из сторон позднее озвучивала свою версию. Сторонники Бандеры утверждали, что Мельнику было предложено перенести штаб ОУН в нейтральную страну (Швейцарию) и наладить сотрудничество с западными странами, противостоявшими Германии, в целях формирования легиона из украинских националистов, проживающих во Франции, для помощи Финляндии, которая в тот период находилась в состоянии войны с СССР. Бандера и Тымчий также потребовали от Мельника изменить состав Провода украинских националистов, а именно убрать Ярослава Барановского, Николая Сциборского и Емельяна Сеника, которых Бандера обвинял в сотрудничестве с польской разведкой, на что Мельник ответил отказом. Переговоры Бандеры и Мельника не привели к урегулированию разногласий. Более того, подозрения в предательстве, ранее относившиеся к ближайшему окружению Мельника, теперь коснулись и его самого.
10 февраля собравшиеся в Кракове двадцать семь проводников Краевой экзекутивы ОУН единогласно признали своим лидером Степана Бандеру. Объявив себя законным наследником Коновальца на посту главы организации, Бандера сформировал новый руководящий орган ОУН — Революционный Провод (укр. Революційний Провід). В него вошли ближайшие единомышленники Бандеры: Ярослав Стецько, Степан Ленкавский, Микола Лебедь, Роман Шухевич и Василий Охримович. Тогда же было принято решение о создании собственной службы безопасности (СБ ОУН(б)), которую возглавил Микола Лебедь. Именно она в дальнейшем взяла на себя слежку за лидерами мельниковцев и приведение в исполнение выносимых им смертных приговоров.
Формальным поводом для создания РП ОУН стало «неудовлетворительное руководство и отказ от националистических методов работы». Претензии были оформлены в виде «Акта от 10 февраля 1940 года». Бандера и его сторонники объявили Мельника неспособным возглавлять «национальную борьбу за независимость Украины», обвинив его в потворстве провокаторам, медлительности и неумении использовать ситуацию для ведения активной борьбы против СССР, а также запретили его сторонникам проводить какие бы то ни было акции от имени ОУН.
5 апреля Бандера вновь встретился с Мельником в Риме, проинформировал его о деятельности Революционного Провода и потребовал передачи ему руководства организацией на основании «Акта от 10 февраля», однако Мельник отказался и 6-7 апреля письменно уведомил Бандеру, что сам Бандера и Ярослав Стецько должны будут предстать перед Главным революционным трибуналом ОУН. Бандера, в свою очередь, заявил о снятии с Мельника всех полномочий и объявил ПУН вне закона. 8 апреля Мельник распространил обращение, в котором обвинил Бандеру и Стецько в заранее спланированном расколе организации. Раскол ОУН фактически завершил затянувшийся на долгие годы конфликт между эмигрантским руководством и молодыми активистами, участвовавшими в непосредственной подпольной работе на территории Западной Украины, — конфликт, который удавалось сглаживать лишь благодаря авторитету создателя и руководителя УВО и ОУН Евгения Коновальца.
«Бандеровцы, — писала впоследствии деятельница ОУН Мария Савчин, — сумели в подавляющем большинстве охватить молодой элемент». Какой-либо специфической идеологической подоплёки раскол не имел — в центре конфликта были вопросы тактики и противоречия между «Краем» и эмиграцией. Раскол легитимизировал реальное положение дел: две практически автономные организации, разлад между которыми усугублялся спором «практиков» и «теоретиков» и приобретал черты конфликта поколений, получили окончательную самостоятельность.
Высказывалось мнение, что раскол в ОУН мог быть инспирирован немецкими спецслужбами и являлся отражением конфликта между абвером, «взявшим под своё крыло» бандеровское движение и использовавшим его как в разведывательных, так и диверсионно-террористических целях, — и РСХА (гестапо), работавшим с мельниковцами. Это условное разделение, однако, не мешало гестапо пользоваться услугами бандеровцев, а абверу — услугами мельниковцев.
Разногласия между бандеровцами и мельниковцами в момент раскола не носили идеологического характера. Тем более не существовало тогда между ними разницы во взглядах на то, какой должна быть политика Украины по отношению к национальным меньшинствам, что представляет собой украинская нация и т. д. Главный идеолог ОУН(б) Степан Ленкавский утверждал, что между бандеровцами и мельниковцами не существует идеологических различий, а имеются лишь расхождения в тактике, а также проблема личных отношений между лидерами (проводниками).
13 августа 1940 года, после длительных и безуспешных попыток привлечь «отступников и раскольников» к ответственности, ПУН издал призыв ко всем националистам «отмежеваться от диверсии Бандеры». В Кракове прошло несколько заседаний Революционного трибунала, организованного ПУН, где стороны вновь обменялись взаимными обвинениями в предательстве целей и задач организации. Итогом стало заочное осуждение Бандеры на смертную казнь, которая сразу же была заменена исключением его из ОУН. Впрочем, Мельник «разрешил Бандере смыть с себя позор раскаянием и борьбой в антибольшевистском подполье». Конец лета — начало осени 1940 года принято считать периодом фактического окончания процесса раздела ОУН на две фракции — под руководством Бандеры (ОУН(б)) и Мельника (ОУН(м)). Борьба между бандеровцами и мельниковцами велась прежде всего за право возглавить националистическую эмиграцию и выступать перед германскими властями в качестве единственного представителя «украинского движения» и претендента на финансирование. В ходе этой борьбы обе фракции по указанию руководителей осуществляли убийства своих бывших единомышленников, захватывали друг у друга помещения, транспорт и т. п. По неполным данным, в междоусобной борьбе накануне нападения Германии на СССР было убито около 400 мельниковцев и до 200 бандеровцев.
Окончательное размежевание между двумя фракциями оформилось в апреле 1941 года, когда сторонники Бандеры провели в Кракове свой собственный II Большой Сбор украинских националистов, на котором результаты римского II Большого Сбора 1939 года были объявлены недействительными, а сам Мельник и его сторонники — диверсантами и вредителями. Новым вождём ОУН был объявлен Степан Бандера. С этого момента идёт отсчёт существования двух враждебных друг другу организаций украинских националистов, каждая из которых претендовала на то, что только она является единственно верной.

### Бандеровское подполье на Западной Украине
С начала 1940 года Бандера строил своё руководство западноукраинским подпольем, исходя из собственного понимания ситуации. В начале января было принято решение существенно укрепить кадры подполья. С этой целью из наиболее обученных в военном отношении и готовых к нелегальной работе членов ОУН формировались ударные группы, которым ставилась задача возглавить подполье, сформировать повстанческие и диверсионные отряды на местах. Уже к марту на территорию УССР перешло несколько таких групп. На заседании Революционного провода ОУН было решено подготовить силы к началу национального восстания на территории Львовской и Волынской областей в мае 1940 года, однако советские органы госбезопасности, обеспокоенные агентурными сообщениями о подготовке восстания, произвели массовые аресты подозреваемых в причастности к подполью. Наиболее серьёзные удары были нанесены в конце марта — начале апреля по подполью Львова, Тернопольской, Ровенской и Волынской областей. Одиннадцать арестованных руководителей ОУН(б) предстали 29 октября 1940 года перед открытым судом во Львове. Десятерых из них приговорили к смертной казни. Приговор привели в исполнение 20 февраля 1941 года.
В связи со срывом первоначальных планов восстание было перенесено на сентябрь-октябрь 1940 года, однако в конце августа — начале сентября по националистическому подполью был нанесён очередной удар. В руки НКВД попал связной краковского центра ОУН(б), у которого были найдены подробные инструкции для Краевой экзекутивы, из которых стало понятно, что бандеровцы планируют восстание на осень. НКВД удалось получить сведения о руководстве подполья и местоположении секретных складов с оружием и боеприпасами. Это позволило раскрыть 96 националистических групп и низовых организаций, при ликвидации которых было арестовано 1108 подпольщиков, захвачено 2070 винтовок, 43 пулемёта, 600 пистолетов, 80 тыс. патронов и пр. Краковское руководство ОУН(б) в ответ приказало усилить конспирацию, отстранить от подпольной работы всех, кто попал в «поле зрения НКВД», перебросить всех нелегалов в Генерал-губернаторство, а работу продолжать лишь силами легализованных членов ОУН, соблюдая абсолютную конспирацию. Такими жёсткими мерами руководство ОУН(б) пыталось сохранить организацию до весны 1941 года.
В конце декабря 1940 года НКВД начал операцию «по окончательной ликвидации оуновского подполья». Зимой 1940—1941 годов главный удар был нанесён по подполью Львовской, Станиславской, Дрогобычской областных и Владимир-Волынской окружной организаций. Всего лишь за два дня — 21—22 декабря 1940 года — органами госбезопасности были арестованы 996 бандеровцев. В этих условиях многие отряды оуновцев пытались прорываться за кордон, на немецкую и венгерскую территорию. Захваченных бандеровцев ожидали жестокие наказания — смертная казнь, каторга, ссылка.
15—19 января 1941 года во Львове состоялся «Процесс пятидесяти девяти». Большая часть обвиняемых бандеровцев была приговорена к высшей мере наказания, но некоторым удалось спастись. Среди них был и будущий организатор и первый руководитель УПА Дмитрий Клячкивский. Ему смертный приговор был заменён 10 годами заключения. После нападения Германии на СССР ему удалось бежать из тюрьмы. Согласно обвинительному заключению «Процесса пятидесяти девяти», в ходе подготовки к восстанию активистами ОУН «составлялись так называемые „чёрные списки“, в которые включались советско-партийные работники, командиры РККА, сотрудники НКВД, лица, прибывшие из восточных областей УССР, а также национальные меньшинства, которые согласно плану, подлежали физическому уничтожению в момент восстания».

### Подготовка к войне против СССР
Тем временем на территории Генерал-губернаторства сотни оуновцев проходили интенсивное обучение военному делу, готовясь к подрывной деятельности и партизанской войне. Военную подготовку в этот период прошли и сами члены Революционного провода, включая Бандеру. Для украинской молодёжи были созданы многочисленные школы начальной воинской подготовки. После их прохождения молодых людей, проявлявших способности к обучению и организаторской работе, отбирали на специальные трёхмесячные курсы под Краковом, в Закопане (пансионат «Стамари»), где готовили кадры для службы безопасности ОУН(б). Здесь слушатели получали основные знания по всем военным дисциплинам, идеологии национализма, геополитике, организации подпольной работы, пропаганды и агитации, разведки и контрразведки, основные сведения о системе государственного управления СССР, структуре советских органов безопасности и Красной Армии. Для оуновцев, имевших военные звания, в Кракове действовали специальные штабные курсы.
В предвоенный период продолжилось и укрепилось многолетнее сотрудничество украинских националистов с германской военной разведкой — абвером. Снабжая абвер развединформацией о СССР, ОУН поставляла кандидатов на обучение в различных военизированных формированиях и полицейских школах в Перемышле и Хелме (здесь готовились полицейские кадры для будущего оккупационного аппарата на Украине), в специальном учебном лагере абвера в Закопане, военно-тренировочном центре Квинцгуте и др.
Ещё в 1940 году при «Абверштелле Краков» была организована школа по подготовке разведчиков и диверсантов для работы на советской территории из украинцев — членов ОУН. Школа имела четыре лагеря (отделения), размещавшиеся в местечках Криница, Дукла, Барвинек и Каменица. После окончания школы агенты направлялись на дополнительные четырёхнедельные курсы при соединении «Бранденбург 800» в Аленцзее, а затем перебрасывались с заданиями на советскую территорию через пункты абвера в Венгрии и Словакии.
Предвидя скорый военный конфликт между СССР и нацистской Германией, ОУН(б) сформировала три походные группы в центральные, восточные и южные области УССР для организационно-пропагандистской работы, активизировала антисоветское подполье. Как докладывал Бандере летом 1941 года краевой проводник ОУН на северо-западных украинских землях Иван Климов («Легенда»), лишь в семи западных областях УССР, по неполным данным, действовало 3300 ячеек ОУН общей численностью до 20 тыс. членов.
25 февраля 1941 года с санкции руководителя абвера адмирала Канариса началось формирование так называемых Дружин украинских националистов (ДУН), состоявших из групп «Север» (командир Роман Шухевич) и «Юг» (командир Рихард Ярый), которые в документах абвера именовались «Специальное подразделение „Нахтигаль“» (нем. «Nachtigal» — «Соловей») и «Организация Роланд» (нем. «Roland») и входили в состав полка абвера «Бранденбург-800», который подчинялся руководителю Отдела II (Абвер-II, «диверсии и психологическая война»). Подготовка проходила в районе озера Химзее (Кимзе) (Бавария).
Несмотря на то, что ОУН позиционировала Дружины украинских националистов как орудие борьбы «против большевистской Москвы» и за «восстановление и защиту независимой соборной Украинской державы», их создание фактически стало результатом сотрудничества украинских националистов с нацистами. Впоследствии Бандера оправдывал это обстоятельство необходимостью «закрепления свободы и положения Украины» и писал, что «Украина готова (…) поставить на фронт против Москвы своё войско в союзе с Германией, если последняя подтвердит государственную независимость Украины и будет официально считать её союзником». Руководство ОУН(б) планировало, что с началом советско-германского конфликта Дружины украинских националистов станут ядром самостоятельной национальной армии, тогда как немцы рассчитывали на использование украинских формирований в своих целях.
Заместитель начальника Отдела II абвера подполковник Э. Штольце в своих показаниях, которые были включены Нюрнбергским трибуналом в эпизод «Агрессия против СССР», заявлял, что лично отдавал указания Мельнику и Бандере «организовать сразу же после нападения Германии на Советский Союз провокационные выступления на Украине с целью подрыва ближайшего тыла советских войск, а также для того, чтобы убедить международное общественное мнение в происходящем якобы разложении советского тыла».
Имеются сведения о встрече Бандеры с руководителем абвера адмиралом Канарисом. Как следует из воспоминаний Я. Стецько, эту встречу незадолго до войны организовал Рико Ярый. В ходе встречи Бандера, по словам Стецько, «очень чётко и ясно представил украинские позиции, найдя определённое понимание… у адмирала, который обещал поддержку украинской политической концепции, полагая, что лишь при её осуществлении возможна победа немцев над Россией». Сам Бандера утверждал, что на встрече с Канарисом в основном обсуждались условия обучения украинских добровольческих подразделений при вермахте.
Весной 1941 года с территории Генерал-губернаторства вновь началась переброска в Украинскую ССР хорошо обученных руководящих кадров ОУН с целью подготовки восстания. Резко возросла активность националистического подполья — было осуществлено более ста убийств и покушений на советских работников, сотрудников НКВД, распространялись листовки, возросли случаи саботажа и диверсий, усилилась разведывательная активность. Поступающие данные о частях Красной армии и внутренних войск НКВД, их вооружении, дислокации, численности, командном составе, местах проживания семей командиров, военных объектах и возможностях для диверсий использовались самим краковским центром и передавались германской разведке в качестве оплаты за материально-техническое оснащение и финансовую помощь. В этот период Революционный провод получил от абвера 2,5 млн марок на ведение подрывной работы против СССР, использованные бандеровцами в основном на снаряжение для своих походных групп. Одновременно была усилена контрразведывательная работа службы безопасности ОУН(б) по выявлению агентов советских органов госбезопасности. Подразделения СБ были созданы на всех уровнях управления, а в каждой низовой ячейке имелись свои тайные осведомители СБ. Всех членов ОУН(б) привели к присяге на верность Украине и Организации.

### II Большой Сбор ОУН (бандеровский)
Активизации оуновского подполья на территории Украинской ССР способствовало проведение в Кракове бандеровского II Большого Сбора украинских националистов, одобрившего новые инструкции по действиям подпольных ячеек ОУН. Только в апреле в результате действий оуновских групп погибли 38 советских и партийных работников, были осуществлены десятки диверсий на транспорте, промышленных и сельскохозяйственных предприятиях.
Лидером (проводником) ОУН был избран Степан Бандера, заместителем — Ярослав Стецько. Решения римского II Большого Сбора были отменены, был заявлен курс на углубление взаимодействия со странами-агрессорами во Второй мировой войне (Германией, Италией и Японией). Международная обстановка, в которой проводился съезд, была совершенно иной, нежели в августе 1939 года, когда Андрей Мельник был утверждён главой ОУН, — Польша была уничтожена, были захвачены Дания и Норвегия, Германия и её союзники контролировали практически всю континентальную часть Западной Европы и готовились к войне на Восточном фронте. В постановлениях бандеровского съезда было заявлено, что ОУН намерена использовать предстоящую войну (между Германией и СССР) для борьбы за самостоятельное украинское государство. В связи с этим членам ОУН было дано указание не ввязываться в прямые столкновения, а выжидать и заниматься исключительно саботажем, диверсиями и вредительством, инспирируя разложение и хаос в советском тылу. Вопрос о том, на чьей стороне будет выступать ОУН, был решён однозначно: «Державы, которые ведут борьбу с Москвой и не относятся враждебно к Украине, мы рассматриваем как естественных союзников. Платформой длительных союзнических отношений может быть совместная борьба против большевистской Москвы».
В решениях съезда прослеживались явные антисемитские мотивы — там, где речь шла о евреях как «опоре московско-большевистского режима»:
Евреи в СССР являются преданнейшей опорой господствующего большевистского режима и авангардом московского империализма на Украине. Московско-большевистское правительство использует антиеврейские настроения украинских масс, чтобы отвлечь их внимание от действительной причины бед и чтобы во время восстания направить их на еврейские погромы. Организация украинских националистов борется с евреями как с опорой московско-большевистского режима, одновременно разъясняя народным массам, что Москва — это главный враг.

В базовом документе ОУН(б) — принятой после Съезда инструкции «Борьба и деятельность ОУН во время войны» — декларировалось:
Во времена хаоса и смуты можно позволить себе ликвидацию нежелательных польских, московских и еврейских деятелей, особенно сторонников большевистско-московского империализма; национальные меньшинства делятся на: а) лояльные нам, собственно члены всех ещё угнетенных народов; б) враждебные нам — москали, поляки и евреи. а) имеют одинаковые права с украинцами…, б) уничтожать в борьбе, в частности тех, которые будут защищать режим: переселять в их земли, уничтожать, главным образом интеллигенцию, которую нельзя допускать ни в какие руководящие органы, вообще сделать невозможным «производство» интеллигенции, доступ к школам и т. п. Руководителей уничтожать… Ассимиляция евреев исключается.
В разделе «Отношение к немецкой армии» указывалось, что немецкие войска необходимо рассматривать как войска союзников и использовать их успехи для создания собственного государственного устройства, причём часть организационного актива ОУН необходимо присоединить к немецким войскам для работы на Центральной и Восточной Украине.
На съезде было заявлено, что ОУН выступает как против коммунизма, так и против капитализма и других мировоззрений и систем, «ослабляющих» народ, при этом фашизм в число подобных общественно-политических систем не входил. ОУН(б) выступила и против «оппортунистических партий», к которым бандеровцы относили гетманцев, эсеров, ундистов, радикалов, клерикалов, а также «мелкобуржуазную группу попутчиков национализма Андрея Мельника», раскалывающих «однородный фронт борьбы украинского национализма» и делающих ставку на внешние силы. Было заявлено о намерении провозгласить самостоятельное Украинское государство на всей украинской территории, а не только на Западной Украине.
В отношении колхозов позиция украинских националистов была двоякой. ОУН(б) отрицала колхозы как форму хозяйственного устройства и выступала против них, в то же время предполагалось, что отказ от колхозов должен происходить постепенно, чтобы это не привело к «разрушению хозяйственной жизни». В документах съезда содержались призывы к украинцам, проживающим за пределами украинских этнографических территорий, присоединиться к борьбе против «московского империализма» в местах своего проживания.

### ОУН во время начала вторжения в СССР
Перед самым нападением нацистской Германии на Советский Союз Бандера инициировал создание Украинского национального комитета для консолидации деятельности националистических сил.

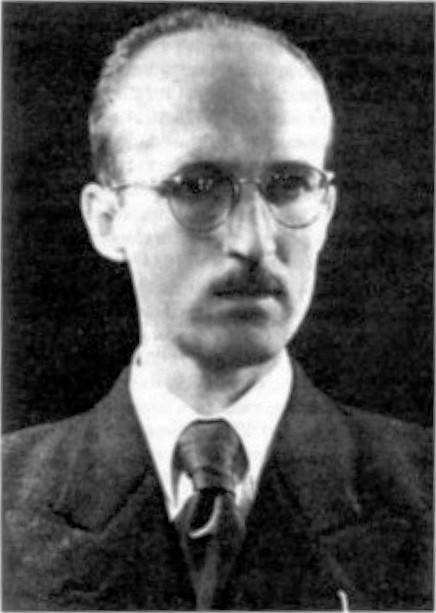
Ярослав Стецько

22 июня 1941 года Германия напала на Советский Союз. Вслед за этим националисты развернули масштабное восстание в тылу Красной армии. К началу войны Краевым проводом ОУН на западноукраинских землях удалось мобилизовать до 10 тысяч оуновцев. Боевики ОУН нападали на отступающие подразделения Красной армии и НКВД, призывали население не помогать красноармейцам, нападали на тюрьмы с политическими заключёнными, захватили во Львове радиостанцию, по которой в дальнейшем и было распространено известие об украинской государственности. Оуновцам удалось поднять восстание на территории 26 районов современных Львовской, Ивано-Франковской, Тернопольской, Волынской и Ровенской областей, установить свой контроль над 11 районными центрами и захватить значительные трофеи. Всего в ходе восстания Красная армия и части войск НКВД потеряли в столкновениях с националистами около 2100 человек убитыми и 900 ранеными, потери самих националистов лишь на территории Волыни составили до 500 человек убитыми.
Вслед за наступавшими частями немецкой армии двигалось несколько сформированных бандеровцами и мельниковцами так называемых «походных групп», маршрут продвижения которых был заранее согласован с абвером. Перед ними была поставлена задача создавать в занятых населённых пунктах органы самоуправления, проводить антисоветскую агитацию, призывать население к поддержке самостоятельности и соборности Украины, формировать собственную полицию и вооружённые отряды.
Бандеровцы создали три группы: северную во главе с Миколой Климишиным, восточную во главе с Миколой Лемиком и южную, которую возглавил Зиновий Матла. Общее руководство походными группами осуществлял Дмитрий Мирон-«Орлик». Судьба этих групп была различной. Северная и восточная группы с началом осенних немецких репрессий против бандеровцев были разгромлены СД и гестапо. Большинство их руководителей были арестованы, но части членов удалось уйти в подполье и начать создание сети ОУН по всей Украине. Южной группе повезло больше: ей удалось добраться до Одессы и создать там сильную базу ОУН.
Помимо трёх «походных групп», была ещё одна небольшая специальная группа во главе с Ярославом Стецько, вторым после Бандеры человеком в ОУН(б). В её задачу входило провозглашение во Львове независимого украинского государства. Провозглашением независимой Украины бандеровцы хотели поставить немецкую администрацию перед свершившимся фактом. Кроме того, бандеровцы таким образом, вероятно, хотели окончательно перехватить инициативу у мельниковцев в борьбе за Украинское самостоятельное соборное государство (укр. УССД — Українська Самостійна Соборна Держава) и стать единственной в глазах немцев легитимной украинской властью на Украине.
«Походные группы» ОУН(б) и ОУН(м) перед началом войны договорились между собой, что каждый населённый пункт остаётся в ведении той группы, которая первая его достигла. На самом деле далеко не всё складывалось так идиллически — происходили и междоусобные стычки. Конфликт между двумя фракциями ОУН приобрёл особенно большие масштабы на территории оккупированной нацистами Западной Украины. Документы свидетельствуют, что с первых дней между бандеровцами и мельниковцами началась борьба за руководящие должности в учреждениях, создаваемых немцами.

### «Акт провозглашения Украинского государства»
30 июня немцы заняли Львов. В этот же день вечером от лица спешно собранного Законодательного собрания Ярослав Стецько огласил «Акт провозглашения Украинского государства», заявив о создании «нового украинского государства на материнских украинских землях», которое, как рассчитывало бандеровское руководство, должно было получить такой же статус, как и Словакия под руководством Йозефа Тисо или Хорватия под руководством Анте Павелича, и которому предстояло вместе с «Великой Германией устанавливать новый порядок по всему миру». Во время вторжения вермахта на Украину Бандера оставался в Кракове, столице Генерал-губернаторства, так как гестапо настоятельно рекомендовало ему не выезжать на «новооккупированные территории».
В последующие несколько дней представители ОУН(б) сформировали исполнительный орган — Украинское государственное правление (УГП), заручились поддержкой греко-католического духовенства, включая митрополита Галицкого Андрея (Шептицкого). 3 июля Ярослав Стецько разослал письма с приветствиями лидерам стран Оси: Адольфу Гитлеру, Бенито Муссолини, Миклошу Хорти, Иону Антонеску, Карлу Густаву Маннергейму, Франсиско Франко, Анте Павеличу и Йозефу Тисо, подчёркивая то, что его государство — член «Новой Европы», поддержки которой он ищет сейчас. В письме Павеличу он заявил, что украинцы и хорваты — «революционные народы, закалённые в боях, — будут гарантировать создание здоровой обстановки в Европе и нового порядка». В последующие дни во Львове произойдёт погром, жертвами которого станут несколько тысяч евреев. Сам Бандера в этот период находился в Кракове, вдали от места событий. В дальнейшем сторонники ОУН(б) оглашали Акт от 30 июня на митингах в районных и областных центрах Западной Украины, занятых немецкими войсками, формировали украинскую милицию и органы управления, активно сотрудничавшие с прибывшими туда немецкими структурами гражданской администрации. Немцы изначально этому не препятствовали. Станиславскую область почти полностью оккупировали венгерские войска, провозглашению Украинского Государства венгры тоже не препятствовали. Румынские войска, захватившие Черновицкую область, наоборот, жестоко подавляли все попытки возродить украинскую государственность.
Несмотря на то, что ОУН(б), по признанию Льва Шанковского, «готова была к сотрудничеству с гитлеровской Германией для совместной борьбы против Москвы», немецкое руководство отнеслось к этой инициативе крайне негативно: выслушав отчёт о событиях во Львове, Гитлер заявил: «Товарищ Гиммлер, наведите порядок с этой бандой». 3 июля в Кракове состоялись беседы представителей немецкой администрации и вермахта со Степаном Бандерой и членами Украинского национального комитета по поводу Акта 30 июня. На угрозы государственного секретаря Генерал-губернаторства Эрнста Кундта применить репрессии, если ОУН не прекратит своей деятельности, Бандера заявил: «Мы вступили в бой, который разворачивается сейчас, чтобы бороться за независимую и свободную Украину. Мы боремся за украинские идеи и цели. […] ОУН — единственная организация, ведущая борьбу, и она имеет право, на основании этой борьбы, творить правительство».
Среди германских руководителей идея «Независимого украинского государства» осуждалась — так, в меморандуме Альфреда Розенберга под названием «Общие инструкции всем представителям Рейха на оккупированных восточных территориях» указывалось, что «Украина должна стать независимым государством в альянсе с Германией», но в его же речи от 20 июня указывалось уже только на возможность формирования украинского государства. Министр оккупированных восточных территорий активно вынашивал идею создания санитарного кордона вокруг России из числа буферных и зависимых от Рейха государств (Украины, Беларуси, Литвы и т. п.). Эта идея, однако, не нашла поддержки у фюрера и правящей верхушки НСДАП, которые рассматривали оккупированные земли лишь как территорию для немецкой колонизации.
Чтобы склонить Бандеру к сотрудничеству и заставить его отозвать Акт 30 июня, во Львов были немедленно высланы команда СД и спецгруппа гестапо для ликвидации «заговора» украинских националистов. 5 июля немецкие власти пригласили Бандеру на переговоры, но по прибытии на место встречи арестовали и депортировали в Берлин. От него потребовали дезавуировать «Акт провозглашения Украинского государства» и поместили под домашний арест. 9 июля во Львове был арестован Ярослав Стецько. Ранее в этот же день во Львове на него было совершено вооружённое нападение, в результате чего погиб его водитель, сам же «глава правительства» не пострадал. Андрей Мельник был также взят под домашний арест в Кракове, но вскоре освобождён. 21 июля министерство иностранных дел Германии официально заявило, что Акт 30 июня не имеет никакой юридической силы. Провозглашение Украинского государства подверглось осуждению и со стороны ОУН(м). В ответ на это руководство ОУН(б) выпустило декларацию «К ситуации во Львове». В ней говорилось, что провозглашение Акта 30 июня уже «является историческим фактом», подобно Акту от 22 января 1918 года, которым было провозглашено объединение Украинской Народной Республики и Западноукраинской Народной Республики. Как заявила ОУН(б), Акт 30 июня «станет символом нынешней освободительной борьбы украинской нации».
Некоторые исследователи переоценивают значение ареста «правительства» Стецько, рассматривая это событие чуть ли не как начало противостояния ОУН и немецкой оккупационной власти на Украине, проявление оппозиционности ОУН в отношении Германии. Однако летом 1941 года ещё ни о какой оппозиционности ОУН — по крайней мере, официальной — не могло быть и речи. Несмотря на начавшиеся аресты руководства ОУН, украинские националисты призывали украинский народ поддерживать Германию. ОУН(б) публично открещивалась от всех призывов к борьбе с оккупационными властями, распространяемых от имени ОУН, как от провокации: «Организация украинских националистов не пойдёт на подпольную борьбу против Германии, и на этот путь не толкнут её никакие предатели и враги». Некоторые походные группы ОУН шли на открытое сотрудничество с оккупационными властями. Один из руководителей походной группы, например, 16 июля в своём отчёте указывал: «Наши дела больше свидетельствуют об искреннем сотрудничестве ОУН с немцами, чем все воззвания, и это главное». Руководители походных групп делились с немцами разведданными и выполняли специальные поручения. Этим, в частности, занимались Ростислав Волошин и Микола Климишин. В конце августа в печатном органе управы повета Косова в заметке «Организация украинских националистов и её ближайшие задачи», написанной от имени ОУН, было заявлено: «В нашей работе всегда помним про помощь немецкой Армии и её Вождя Адольфа Гитлера в освобождении украинского народа». Расхождения между ОУН и немецкой администрацией заключались в том, что последняя ни в каком виде не признавала независимости Украины, её государственности. Однако до осени 1941 года деятельность ОУН носила ещё в принципе легальный характер.

### После ареста
По поводу событий, последовавших за помещением Бандеры под домашний арест в Берлине, мнения историков расходятся: одни считают, что Бандера отказался дезавуировать Акт 30 июня, после чего был отправлен в концлагерь Заксенхаузен, тогда как другие утверждают, что лидер ОУН(б) принял требование немцев, на какое-то время был освобождён из-под ареста, но не мог покидать Берлин без разрешения гитлеровцев, и лишь позднее, в сентябре того же года, подвергся новому аресту и отправке в концлагерь. По сообщению Джона Армстронга, Бандера (которому было запрещено покидать пределы Краковского генерал-губернаторства), Габрусевич, Стахов (представитель Бандеры в Берлине), Старюк и Ильницкий (последние двое — помощники Стецько) были арестованы в июле 1941 года, их всех собрали в Берлине, где их допрашивали офицеры вермахта и полиция. Решительных мер против верхушки ОУН немцы не предприняли, опасаясь спровоцировать беспорядки в Галиции. Арестованных убеждали отозвать Акт, а после их отказа держали в Берлине под домашним арестом и даже разрешили вести политическую деятельность. Так, Стецько смог уехать в Краков на встречу с Лебедем, которому было поручено командование оуновскими операциями на территории Украины.

Из показаний бывшего начальника отдела Абвер-ІІ полковника Эрвина Штольце от 15 октября 1946 года:
После оккупации г. Львова германскими войсками Бандера со своим штабом переехал в Львов и без ведома германских властей, в том числе Абвера, объявил об организации «самостоятельного» украинского правительства. Поскольку действия Бандеры противоречили планам германского правительства, отнюдь не намеренного предоставлять украинским националистам, не говоря уже об украинском народе, даже тени самостоятельности, Канарис предложил мне прекратить сотрудничество с Бандерой. Об этом я заявил Бандере, сказав, что его самовольные политические мероприятия свидетельствуют о нелояльном отношении к Германии. Бандера оправдывался, утверждая, что он стремился принести пользу Германии, но после этой встречи дальнейшая связь с ним была прекращена. Спустя некоторое время Бандера был арестован гестапо, и, как мне позднее сообщил командующий «добровольческими» соединениями германской армии генерал Кестринг в январе 1945 г., Бандера был освобождён и привлекался Кестрингом для выполнения каких-то, мне не известных заданий.
Также Штольце утверждал, что Бандера ранее пытался присвоить себе деньги, которые немецкая разведка выделила ему для организации подрывной деятельности:

Для порыва связи с Бандерой был использован факт, что последний в 1940 г., получив от абвера большую сумму денег для форсирования подполья, в целях организации подрывной деятельности, эти средства пытался присвоить и перевёл в один из швейцарских банков, откуда они нами были изъяты и снова возвращены Бандере.

1 августа нацистское руководство официально объявило о включении Галиции в Генерал-губернаторство, что означало окончательный отказ поддержать создание независимого украинского государства. Было решено закрыть границу между Дистриктом Галиция и остальной оккупированной территорией Украины, чтобы националистическое влияние не распространялось в центральную и восточную часть Украины. 3 августа Бандера и Стецько направили письменные протесты против расчленения Украины, которые остались без внимания. Ранее, в письме министру Риббентропу от 22 июля 1941 года митрополит Шептицкий также выразил протест против этого решения. ОУН (б) попыталась организовать сбор подписей населения Галиции под требованием отменить декрет о присоединении Галиции к Генерал-губернаторству, а также организовала несколько демонстраций в поддержку Акта 30 июня. В ответ нацисты окончательно решили приступить к массовым репрессиям против бандеровцев. С 5 августа начались аресты членов «походных групп» ОУН(б). Немцам стало известно, что Северная походная группа ОУН(б) намерена создать в Киеве национальное правительство, аналогично произошедшему во Львове.

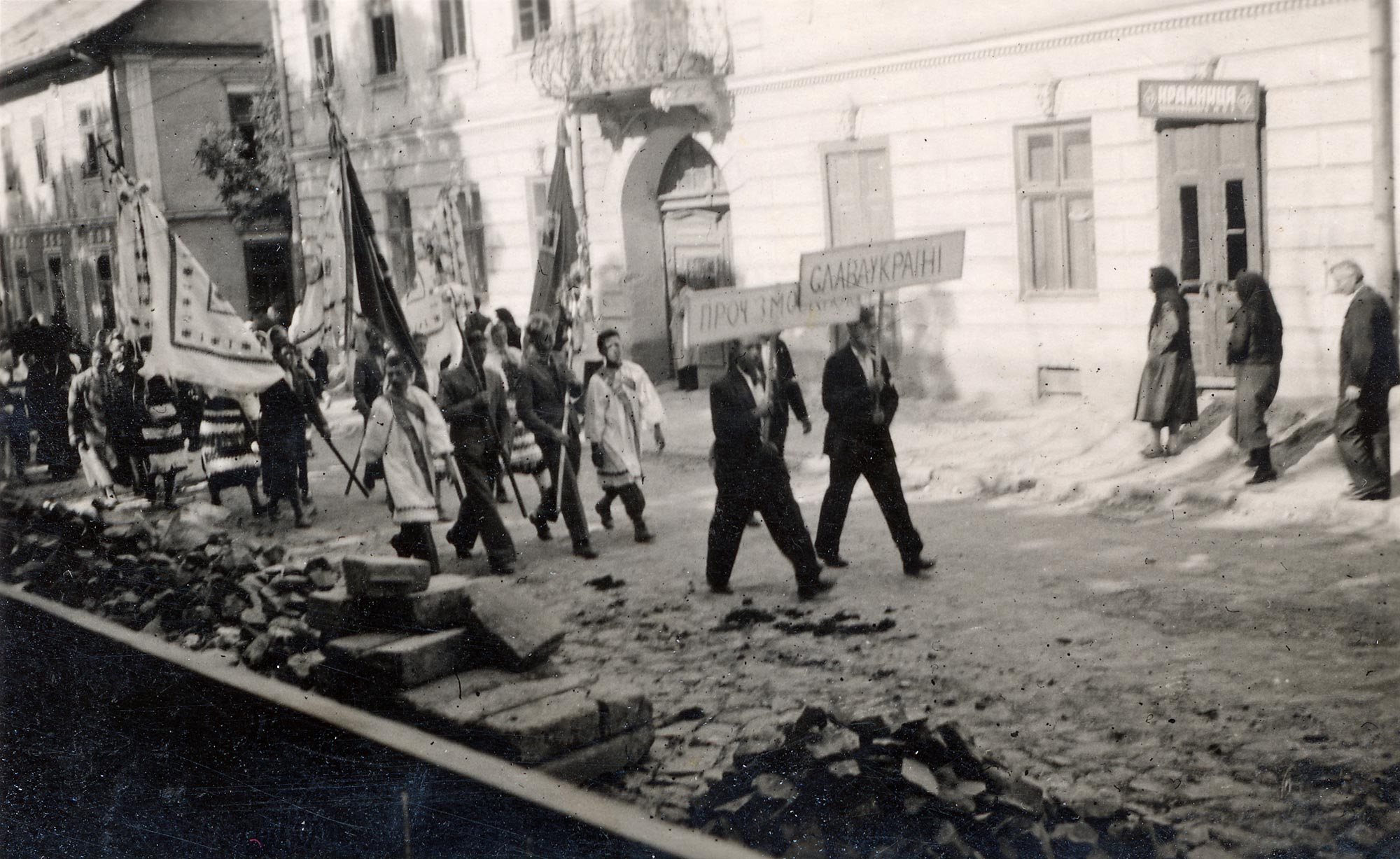
Демонстрация украинских националистов в поддержку Акта 30 июня, неизвестный город, август 1941

Успехи немецкой армии и быстрое продвижение на восток к началу осени 1941 года позволили Гитлеру окончательно отвергнуть концепцию «Украинского государства». К тому же излишнее самоуправство националистов становилось в тягость оккупационной администрации. Отрицательно отнеслись в Берлине и к междоусобной войне, которую ОУН(б) развернула против сторонников Андрея Мельника. 30 августа в Житомире в результате террористического акта погибли члены провода ОУН(м) Омелян Сенник и Микола Сциборский. Затем в разных городах было убито ещё несколько десятков мельниковцев. Руководство ОУН(м) возложило вину за эти преступления на бандеровцев. 13 сентября глава РСХА Рейнхард Гейдрих, воспользовавшись этим поводом, подписал директиву о проведении на всей территории нацистской Германии, в Генерал-губернаторстве и прифронтовой территории поголовных арестов бандеровского руководства «по подозрению в содействии убийству представителей движения Мельника», а также о прекращении деятельности всех отделений и органов ОУН(б).
Утром 15 сентября на оккупированных нацистской Германией территориях начались массовые аресты, жертвами которых стало до 80 % руководящих кадров организации. Всего в 1941 году гестапо арестовало более 1500 бандеровских активистов, несколько десятков из них вскоре после задержания расстреляли. Некоторых, например, Миколу Климишина, руководителя Северной походной группы, арестуют ещё до «больших арестов». С 18 сентября немецкие власти начали разоружение оуновской милиции. В октябре в Миргороде был арестован и расстрелян руководитель Восточной походной группы ОУН Микола Лемик. Среди арестованных были и два брата Степана Бандеры — Александр и Василий, которые впоследствии попали в Освенцим, где и погибли. Тем не менее, полностью ликвидировать бандеровское движение не удалось. Согласно анализу канадского историка Ивана Качановского, подавляющему большинству арестованных ведущих членов ОУН (а затем УПА) удалось сбежать из плена (иногда им это удалось несколько раз), или они были освобождены из него немцами. По его подсчетам, 6 % командиров ОУН и УПА погибли от рук нацистов.
12 сентября офицер вермахта и специалист по «украинскому вопросу» Ганс Кох встретился в Берлине со Стецько и Бандерой и снова потребовал от них отозвать Акт о провозглашении Украинского государства, однако оба отказались. 15 сентября они были помещены в центральную берлинскую тюрьму Александрплатц. В конце сентября — начале октября Микола Лебедь, который после ареста Бандеры замещал его в качестве главы Провода ОУН(б), созвал І Конференцию ОУН(б), где обсуждалась сложившаяся ситуация. Ввиду успехов немецкой армии было принято решение не заниматься антинемецкой пропагандой, а уйти в подполье. В то же время было признано необходимым использовать немецкие административные возможности, вступать в местные органы администрации, вспомогательную полицию, местную полицию, шуцманшафты, направляющиеся в восточные регионы Украины. В одном из циркуляров ОУН предписывалось, чтобы от каждой станицы записывалось в полицию не менее 10 членов организации. 19 ноября всем немецким оккупационным органам власти была направлена директива, которой запрещалось набирать в органы самоуправления и полиции сторонников бандеровского движения.
До отправки в концлагерь Бандера, как свидетельствуют его письма, не отказывался от идеи сотрудничества с Гитлером. По воспоминаниям Евгения Стахива, в конце 1941 года он привёз из Берлина исполняющему обязанности проводника ОУН(б) Миколе Лебедю письмо от Степана Бандеры. В нём указывалось, что избежавшие ареста члены Провода ОУН(б) должны воздерживаться от каких-либо действий против Германии, рассчитывая на возможность восстановления в будущем украинско-германских отношений. Польский историк Гжегож Мотыка считает, что это письмо было получено Стахивым в начале 1942 года. Трудно однозначно определить, повлияло ли письмо Бандеры на решения, принятые весной 1942 года на II-й конференции ОУН(б), когда бандеровцы, уже находясь на нелегальном положении, постановили и впредь рассматривать как главного врага Советский Союз, а с нацистской Германией вести только пропагандистскую борьбу и лишь в крайнем случае — вооружённые действия.

### Вопрос о причастности к еврейским погромам
Вопрос об отношении украинских националистов к еврейским погромам во время Второй мировой войны является до сих пор одним из самых спорных и политизированных. Мнения исследователей по этому вопросу расходятся кардинально от обвинения ОУН и УПА в массовом уничтожении евреев до утверждений об отсутствии в ОУН антисемитизма и представления УПА в качестве спасителей евреев.
Рассматривая вопрос о причастности Бандеры к еврейским погромам на Западной Украине, произошедшим в первые дни оккупации, историк Гжегож Россолински-Либе пишет, что неизвестно, отдавал ли Бандера после 22 июня 1941 года какие-либо приказания, касающиеся применения насилия в отношении евреев, и в какой степени он был осведомлён о еврейских погромах на территории Украины. Известно лишь, что 25 июня он получил телеграмму Ярослава Стецько, сообщившего о создании под руководством ОУН(б) отрядов украинской милиции, которая должна была оказывать помощь в «устранении евреев»; исходящая корреспонденция Бандеры в архивах не сохранилась. При этом статус «проводника» (учитывая вождизм ОУН) и поддержание Бандерой контактов с подразделениями ОУН(б) на территории Украины дают основание полагать, что подчинённые должны были координировать с ним свои действия, хотя после задержания 29 июня и особенно ареста 5 июля свобода коммуникации Бандеры, возможно, была несколько ограничена.
По мнению историка, Бандера несёт моральную, этическую, политическую и, вероятно, правовую ответственность за политическое и этническое насилие лета 1941 года: он был идеологом теории «Украинской национальной революции», которая предполагала устранение политических и «этнических» врагов государства; Бандера был одним из авторов документа «Борьба и деятельность ОУН(б) во время войны», который, среди прочего, содержал инструкции о применении массового этнического и политического насилия как средства революционной борьбы; 15 июля (к тому времени Бандера, по мнению Россолински-Либе, уже должен был получить от Стецько информацию о событиях на территории Украины) он направил членам ОУН(б) благодарственное письмо.
Антисемитизм сохранился у украинских националистов и после того, как погромы закончились. Украинская милиция в городах Западной Украины следила за исполнением немецких предписаний относительно евреев.

### Заключение в «Целленбау»
С сентября 1941 года Степан Бандера некоторое время находился в берлинской полицейской тюрьме на Александрплатц (также там сидели Ярослав Стецько и Владимир Стахив). Позже Бандеру перевели в концлагерь Заксенхаузен вблизи Берлина, где тогда содержали его жену и дочь. Указываются различные даты перевода Бандеры в Заксенхаузен. Согласно показаниям гауптшарфюрера СС Курта Эккариуса, Бандера впервые прибыл туда в конце 1941 года. Ярослав Стецько утверждал, что Бандера был в Заксенхаузене с января 1942 года. Сам Бандера назвал две даты: зима 1942/1943 или 1943. По словам Пера Андерса Рудлинга, это был март 1943 года. В октябре 1943 года Бандере присвоили лагерный идентификационный номер № 72192.
Бандера сидел в одиночной камере № 73 специального блока «Целленбау» — известного места содержания наиболее опасных и важных заключённых Рейха — прежде всего, известных политиков высокого ранга, военачальников, а также личных врагов Адольфа Гитлера. Здесь, в частности, также находились федеральный канцлер Австрии Курт Шушниг и один из лидеров румынских фашистов Хория Сима. Подавляющее большинство узников «Целленбау» получало помощь от Красного Креста или своих родственников, они находились под бдительным надзором охраны. Некоторые историки указывают на то, что немцы Бандере также обеспечивали особые условия и хорошее довольствие — по словам Рудлинга, Бандера жил в сравнительно комфортных условиях, Александр Даллин пишет, что к Бандере было «особое отношение». Условия жизни в этой секции были чуть лучше с условиями остальной части лагеря — например, содержавшиеся в «Целленбау» не только хорошо питались, но и были освобождены от перекличек, могли получать посылки и читать газеты. Кроме того, Бандере разрешали свидания с женой. Бандера не носил тюремную робу и не работал на принудительных работах, питался в столовой команды СС, содержался в меблированном двухкомнатном (с гостиной и спальней) помещении с картинами на стенах и ковром на полу; на день его камера не запиралась. Камеры располагались на первом этаже — на уровне земли.

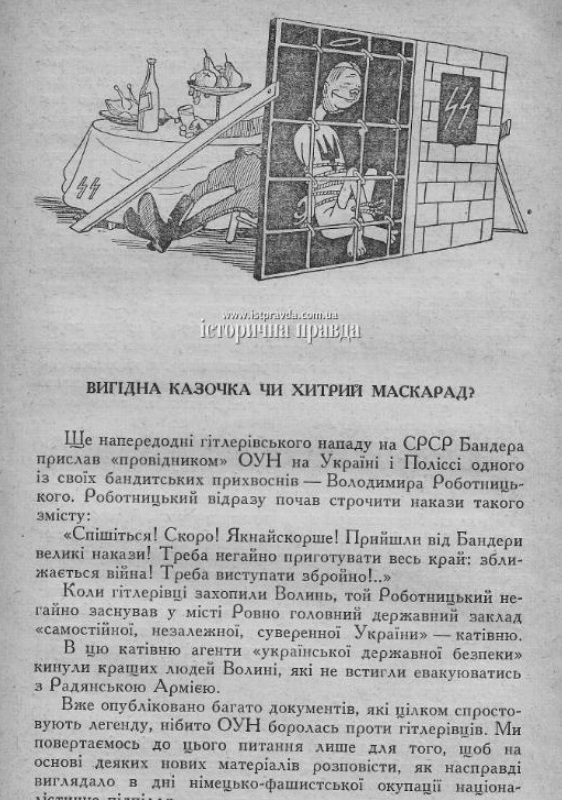
Советская карикатура, отображающая пребывание Бандеры в Заксенхаузене. Судя по ней, бункер Целленбау был рестораном

Попав в концлагерь, Бандера оказался удалён от процесса создания на Волыни Украинской повстанческой армии (УПА), начавшегося в октябре 1942 года. Несмотря на это обстоятельство, командование и военнослужащие УПА, как и многих других националистических формирований, связывали свою борьбу с его именем. «Некоторые дискуссии доходили до того, что Украинское Государство должен возглавлять Бандера, а если нет, то пусть Украины не будет», — вспоминал куренной УПА Максим Скорупский, отмечая вместе с тем, что так говорили не «уважаемые люди», а «только одурманенная молодёжь». Немцы в официальных документах и донесениях называли украинских повстанцев «движением Бандеры» (нем. Banderabewegung), а в советской терминологии появились понятия «бандеровщина» и «бандеровцы».
Как утверждает немецкий историк Гжегож Россолински-Либе, находясь в заключении, Бандера через супругу, приходившую к нему на свидания, поддерживал связь с соратниками, а именно с Романом Шухевичем, членом Бюро Провода ОУН и Главным командиром УПА, фактически возглавлявшим ОУН(б) в отсутствие Бандеры. Контакты с Ярославой Бандерой поддерживал и давний сторонник её мужа Евген Стахив. В свою очередь, польский историк Гжегож Мотыка утверждал, что Бандера не имел никаких контактов с организацией в этот период. По словам современного украинского историка Ярослава Грицака, Бандера некоторое время выступал против создания УПА и «считал это шагом в сторону, называл это „сикорщиной“, то есть копированием польского подполья».
Согласно данным немецкого агента Штази Отто Зайделя, Степан Бандера был в дружеских отношениях с художником Оддом Нансеном. Этот норвежский борец за права евреев взял его под свою опеку и помогал всем, что имел, особенно — продуктами. Он рисовал портреты заключённых, в том числе и Бандеры. В 1947 году были опубликованы дневники Нансена. Среди собеседников Бандеры оказался и главнокомандующий Армии Крайовой Стефан Ровецкий. Последний попал сюда после его ареста в Варшаве в конце июня 1943 года. Кроме разговоров, узники также делились едой и новостями из внешнего мира. Как утверждает украинский историк Олеся Исаюк, Бандера и Ровецкий даже планировали совместный побег, который сорвался в последний момент. Ровецкого расстреляли в августе 1944 года после начала Варшавского восстания. В декабре 1943 года в этот же концлагерь поместили Тараса Боровца (Бульбу) — руководителя Полесской Сечи (бульбовцев), с самого начала имевшего напряжённые отношения с бандеровским крылом ОУН из-за стремления объединить все националистические организации под своим руководством. В своих мемуарах Боровец описывал своё пребывание в концлагере так: «Заксенхаузен — это было отдельное царство СС в царстве Гитлера. Там, в лесу, построен целый город с собственными бараками, бункерами, большими строениями, военными фабриками, госпиталями, крематориями и газовыми камерами. Там были большие бараки для специально изолированных групп узников и даже домики для разных высокопоставленных лиц из числа немцев и других наций Европы. Нас поместили в одном из отдельных бункерных бараков, имевшем официальное название „Целленбау“. Я попал в камеру „77“». Атаман также отмечал, что наибольшим впечатлением для заключённых были постоянные бомбардировки немецких военных заводов авиацией западных союзников. В тот же период в концлагере находился Андрей Мельник, арестованный 26 января 1944 года. Главы обеих фракций ОУН знали о том, что содержатся в одном концлагере. Более того, однажды, когда Мельника вывели на прогулку, Бандера сумел сообщить ему о гибели в том же концлагере Олега Ольжича, написав мылом на оконном стекле в своей камере имя убитого и рядом нарисовав крест. В этом концлагере погиб и соратник Бандеры — Иван Габрусевич.
Пока Бандера находился в заключении, с марта 1943 года УПА, возглавляемая ОУН(б), начала этнические чистки польского населения Волыни и Галичины. В результате на Волыни погибло 40-60 тысяч человек, в Галичине от 20-25 до 40 тысяч, а на землях современной Польши от 6 до 8 тысяч поляков. Хотя, по словам Гжегожа Россолинского-Либе, Бандера во время пребывания в Заксенхаузене не был полностью отрезан от политики и деятельности ОУН(б), никаких документов, подтверждающих одобрение или неодобрение Бандеры в отношении этнических чисток или убийств евреев и представителей других национальных меньшинств за этот период не было обнаружено.
21—25 августа 1943 года на оккупированной территории Козовского района Тернопольской области УССР прошёл Третий чрезвычайный большой съезд ОУН(б). Здесь было принято решение отказаться от поста проводника и создать Бюро Провода, в которое вошли Роман Шухевич, Ростислав Волошин и Дмитрий Маевский. После гибели последних Шухевич стал единолично руководить Проводом. Бандеру, находившегося в заключении, не избрали даже хотя бы «Почётным Главой», что, по словам Василия Кука, было обусловлено соображениями безопасности — это могло бы «ускорить его [Бандеры] физическую ликвидацию».
Тем временем немцы, стремясь дискредитировать ОУН(б) и УПА, распространяли на территории Западной Украины пропагандистские листовки, где называли Бандеру «старшим большевиком советской Украины», назначенным «красным товарищем Сталиным», а украинских повстанцев называли «агентами Москвы». Советская пропаганда в свою очередь также пыталась дискредитировать Бандеру и ОУН, в точности до наоборот: в частности, продвигался тезис «немецко-украинские националисты» и утверждение, что Украинская повстанческая армия была создана германскими спецслужбами. Известно например, что в июне 1943 года советская власть в листовках, сбрасываемых из самолётов утверждала, что «не так давно Бандера и его прихвостни устроили „торжественную поездку“ к немцам в специальном поезде».

### Выход из заключения
К концу 1944 года, по мере того, как Красная армия продвигалась на Запад к границам Германии, руководство нацистской Германии было вынуждено пересмотреть своё отношение к украинскому национализму и УПА как потенциальному союзнику в войне против СССР. Ещё весной 1944 года во Львове происходили переговоры между греко-католическим священником Иваном Гриньохом, выступавшим под псевдонимом «Герасимовский», и начальником СД в Дистрикте Галиции Йозефом Витиской. Переговоры проходили в несколько этапов. В ходе переговоров Гриньох потребовал выпустить из заключения Бандеру и взамен обещал, что отряды УПА не будут нападать на немецкие войска и не будут переманивать на свою сторону солдат 14-й гренадерской дивизии СС «Галичина» и членов Украинской вспомогательной полиции. Немцы не сразу приняли условия Гриньоха. После начала советского наступления в Галичине (июнь-июль 1944 года) немцы отвезли отца Ивана в Берлин и дали ему возможность лишь повидаться с Бандерой в Заксенхаузене. После долгих консультаций, проводившихся с августа 1944, нацистское руководство приняло решение об освобождении лидеров ОУН. Решение об освобождении Бандеры и Стецько было утверждено 25 сентября 1944 года на совещании Альфреда Розенберга и начальника главного управления безопасности Рейха Эрнста Кальтенбруннера.
25 сентября (или 27 сентября) 1944 года из Заксенхаузена было выпущено на свободу несколько сотен узников-украинцев, включая Бандеру и Мельника. Немецкие власти намеревались использовать украинские националистические организации для диверсионной деятельности в тылу советских войск в надежде на то, что это хоть как-то поможет ослабить наступающего противника. Немцы создали специальную команду абвера (ею руководил капитан Дитрих Витцель — «Кирн»), которая поддерживала контакты с украинским националистическим движением. С осени в немецких военных школах были организованы курсы, которые должны были в течение двух-трёх месяцев подготовить специальные разведывательно-диверсионные отряды из украинских националистов и немцев. Их должны были выбрасывать с парашютом за линию фронта на территорию Западной Украины, где диверсантам рекомендовалось наладить связь и сотрудничество с УПА и организовать самостоятельные повстанческие отряды.
В октябре 1944 года группа абверовских диверсантов из семи человек во главе с капитаном «Кирном» совершила рейд в тыл Красной Армии, который закончился 7 ноября 1944. В ходе рейда на территорию Украины Кирн-Витцель выдавал себя за англичанина, и его целью было узнать, каковы отношения УПА к западным союзникам. После рейда группу Витцеля самолётом доставили в Краков. Капитан «Кирн», в частности, указывал, что, ведя переговоры со штабом УПА-Запад, он узнал о том, что, в рядах УПА находятся несколько сотен немецких солдат и офицеров. 17 ноября 1944 года руководство ОУН(б) сообщило Альфреду Розенбергу о создании в июле Украинской головной освободительной рады (УГВР) — подпольного парламента во главе с Кириллом Осьмаком.
После освобождения 5 октября 1944 года Бандера встречался с шефом главного бюро СС генералом Готтлобом Бергером. В этом «разговоре» речь шла о «понимании» гитлеровцев с ОУН. «Бандера — это неудобный, упрямый и фанатичный славянин, — писал Бергер в своём рапорте. — Своей идее он предан до последнего. На данном этапе чрезвычайно ценен для нас, после — опасен. Ненавидит точно так же русских, как и немцев».
Бандеру перевезли в Берлин, в центральную штаб-квартиру гестапо. Тут ему предложили возглавить Украинский национальный комитет, который предполагалось создать в Германии (по аналогии с комитетом освобождения народов России генерала Андрея Власова). Этому комитету должны были подчиняться все украинские националистические группировки и даже УПА. По утверждению некоторых украинских историков, в ответ на предложение о сотрудничестве со стороны немцев Бандера выдвинул условие — признать «Акт возрождения Украинского государства» и обеспечить создание украинской армии как вооружённых сил отдельного государства, независимых от нацистской Германии. Известно, что Бандера тогда также отказался возглавить УНК и вообще принимать участие в его создании, ссылаясь на то, что не хочет быть подчинённым Власову, которого гитлеровцы хотели поставить во главе объединённых комитетов представителей народов СССР. Немецкая сторона не пошла на признание независимости Украины, и соглашение с Бандерой, таким образом, достигнуто не было.

### После освобождения
Отвергнув, как и Мельник, предложение сформировать комитет для сотрудничества с германскими властями, Бандера не подвергся новому преследованию. Как отмечает Армстронг, и Мельник, и Бандера описывали ситуацию одинаково, с тем лишь различием, что каждый приписывал себе заслугу в убеждении противоположной стороны не идти на сотрудничество на предложенных условиях.
Однако в своих показаниях от 19 сентября 1946 года офицер абвера лейтенант Зигфрид Мюллер утверждал, что Бандера после освобождения продолжил сотрудничество с немецкими спецслужбами. По его словам, Бандера в декабре 1944 года якобы приезжал в Краков, где в составе Абверкоманды-202 занимался подготовкой диверсантов с целью переброски их за линию фронта. В частности, 27 декабря 1944 из Кракова в расположение Главного командования УПА самолётом была переброшена специальная группа в составе Дитриха Витцеля (Кирна), Юрия Лопатинского — бывшего адъютанта Шухевича в батальоне «Нахтигаль», Василия Чижевского с инструкциями от Бандеры и радиста Скоробагата. Во время встречи с командующим УПА Шухевичем ему передали 5 млн рублей, которые предназначались для финансирования антисоветской борьбы ОУН и УПА. Получив деньги, Шухевич довольно пессимистично оценил перспективы сотрудничества с Германией, которая проигрывала войну. Шухевича больше интересовали возможности контактов с Англией и США, в которых виделись потенциальные союзники в борьбе с коммунистическим режимом. После завершения консультаций все украинцы — члены специальной группы, остались в расположении УПА, а Витцель отбыл в Рейх.
Далее, по словам того же Мюллера, в 1945 году Степан Бандера получил указание Главного управления имперской безопасности собрать всех украинских националистов в районе Берлина и оборонять город от наступавших частей Красной Армии. Бандера сформировал отряды украинских националистов, которые действовали в Берлине в составе фольксштурмов, а сам бежал в Веймар, где в марте 1945 вместе с Павлом Шандруком, Владимиром Кубийовичем, Андреем Мельником, Павлом Скоропадским всё же основывал Украинский национальный комитет, сотрудничая с Германией и организовал Украинскую национальную армию.
По показаниям соратника Бандеры Василия Дьячука, лидер ОУН в феврале 1945 года при помощи членов организации бежал из штаб-квартиры гестапо в Берлине и по фальшивым документам переехал в Южную Германию. Там ему удалось скрываться от гестапо до конца войны. С февраля Степан Бандера, Ярослав Стецько и Иван Гриньох находились в районе австрийского Тироля, впоследствии они переедут в Вену, а незадолго до капитуляции нацистской Германии переедут уже в оккупированную американцами Баварию. Ярослав Стецько по дороге в американскую оккупационную зону будет тяжело ранен.
После освобождения Бандера жил в Германии, его статус был по-прежнему не определён: его сторонники считали, что на краковском Сборе ОУН 1940 года Бандера был избран пожизненным главой Провода.  Вскоре после освобождения Бандеры Роман Шухевич, ранее де-факто возглавлявший ОУН(б), заявил, что ему тяжело руководить ОУН и УПА одновременно, и высказал мнение, что руководство над организацией следует вновь передать Бандере. В феврале 1945 года он созвал очередную конференцию ОУН(б), на которой предложил избрать Степана Бандеру главой организации. Инициатива Шухевича была поддержана: Бандера встал во главе организации, а Ярослав Стецько стал его заместителем.
С освобождением в 1944 году группы видных деятелей украинского национализма, включая Бандеру, также известных как «кацетники» (от «КЦ» — «Концентрационный лагерь»), накапливавшиеся между членами ОУН(б) противоречия усилились. Степан Бандера, Ярослав Стецько и их сторонники стояли на позициях интегрального национализма, выступая за возвращение организации к программе и системе 1941 года, а также за назначение Бандеры проводником не только Заграничных Частей (ЗЧ) ОУН, но и ОУН на Украине. Часть «кацетников», среди которых были Лев Ребет, Владимир Стахив и Ярослав Клим, не поддержала эту идею, встав на сторону «краевиков» — членов ОУН, действовавших непосредственно на украинских территориях и выступавших против того, чтобы Бандера возглавлял всё националистическое движение. «Краевики», среди которых были представители Украинского главного освободительного совета (УГОС) — «органа политического руководства украинским освободительным движением», обвиняли Бандеру и его сторонников в догматизме и нежелании трезво оценивать обстановку. Те, в свою очередь, упрекали «краевиков» в отходе от чистоты идей украинского национализма.
В феврале 1946 года, выступая от имени УССР на сессии Генеральной Ассамблеи ООН в Лондоне, советский украинский поэт Николай Бажан потребовал от стран Запада выдачи многих украинских националистов, в первую очередь Степана Бандеры, назвав его «преступником против человечества». В том же году, понимая, что силами одних украинских националистов антибольшевистскую борьбу вести невозможно, Бандера инициировал организационное оформление образовавшегося ещё в 1943 году Антибольшевистского блока народов (АБН) — координационного центра антикоммунистических политических организаций эмигрантов из СССР и других стран социалистического лагеря. Во главе АБН встал ближайший единомышленник Бандеры Ярослав Стецько.
С 28 по 31 августа 1948 года в Миттенвальде проходила Чрезвычайная конференция ЗЧ ОУН. Присутствовавший на ней Бандера выступил с инициативой отправиться на Украину, чтобы лично принять участие в подпольной работе, однако присутствовавшие «краевики» возразили против этой идеи.В ходе конференции Бандера и его сторонники в одностороннем порядке лишили мандатов делегатов-«краевиков» и передали их представителям ЗЧ ОУН, о чём уведомили краевой Провод, однако руководство Провода это решение не приняло и обеспечило своих делегатов новыми мандатами. Это лишь усилило разногласия среди членов ОУН(б). В итоге конференция завершилась выходом Бандеры из Коллегии уполномоченных — органа, членам которого предстояло коллективно руководить ЗЧ ОУН.

## Послевоенные годы
В эмиграции Бандере жилось нелегко. «Бандеры жили в очень маленьком помещении, — вспоминала Ярослава Стецько. — У них были две комнатки и кухонька, а всё-таки было пять человек. Но очень всё чисто было». Тяжёлое материальное положение и проблемы со здоровьем усугубляла политическая атмосфера, в которой он был вынужден действовать: ещё в 1946 году в ОУН(б) назрел внутренний раскол, инициаторами которого стали молодые «реформисты» Зиновий Матла и Лев Ребет. 1 февраля 1954 года на очередной конференции ЗЧ ОУН этот раскол оформился де-факто. Так появилась третья ОУН — «за границей» (ОУН(з)), куда перешли те бандеровцы, которые работали в подполье на оккупированной части Украины в 1942—1943 годах.
Со второй половины 1940-х годов Бандера вёл сотрудничество с американскими и британскими спецслужбами. Лишь к началу 1950-х годов Степан Бандера обосновался в Мюнхене и начал вести почти легальное существование. В 1954 году к нему присоединились жена и дети. Американцы оставили Бандеру в покое, тогда как агенты советских спецслужб не оставляли попыток его похищения или ликвидации. Чтобы предотвратить возможные покушения, СБ ОУН(б) выделила своему лидеру усиленную охрану, которой во взаимодействии с немецкой криминальной полицией удалось сорвать несколько попыток убийства Бандеры. Так, в 1947 году СБ ОУН(б) раскрыла и предотвратила покушение на Бандеру завербованного киевским МГБ Ярослава Мороза, а в 1948 году разоблачила другого агента, Владимира Стельмащука, прибывшего в Мюнхен по заданию варшавского отдела МГБ. Осенью 1952 года очередное покушение на лидера ОУН(б), которое предстояло совершить агентам МГБ — немцам Легуде и Леману, было сорвано благодаря действиям западных разведок, передавших немецкой полиции сведения о готовящемся убийстве, а годом позже ещё одна попытка покушения, со стороны Степана Либгольца, была вновь предотвращена СБ ОУН(б). Наконец, в 1959 году немецкая криминальная полиция арестовала человека по фамилии Винцик, который несколько раз появлялся в Мюнхене и интересовался детьми Степана Бандеры.
Историк Гжегож Россолинский-Либе пишет о хорошем отношении к Бандере испанского диктатора Франсиско Франко после войны. Каудильо даже пригласил руководителя ОУН приехать и работать к нему в страну, но Бандера решил остаться в Мюнхене. Подобные тёплые и дружеские отношения с различными праворадикальными движениями были нормальными для бандеровцев в послевоенный период. Например, Ярослав Стецько был другом лидера румынской праворадикальной организации «Железная Гвардия» Хории Симы, который жил в Испании после Второй мировой войны, а его жена — Слава Стецько, поддерживала хорошие отношения с главным редактором журнала «Nation Europe», бывшим СС-штурмбаннфюрером Артуром Эрхардом.
По воспоминаниям начальника разведки ЗЧ ОУН Степана Мудрика-«Мечника», осенью 1959 года СБ ОУН(б) выяснила, что новое покушение на Бандеру уже подготовлено и может состояться в любой момент. Руководство ОУН(б) пришло к выводу, что лидеру организации необходимо хотя бы временно покинуть Мюнхен, что и было ему предложено на заседании ЗЧ ОУН 3 октября. Бандера отказался, считая, что это может быть расценено как бегство.

## Убийство

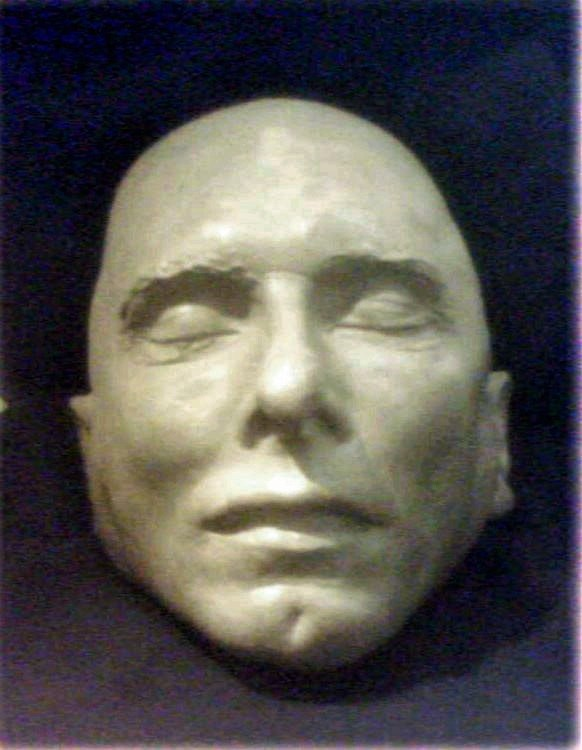
Посмертная маска Степана Бандеры

15 октября 1959 года Степан Бандера собрался ехать домой на обед. Перед этим он заехал на рынок в сопровождении секретарши, где сделал некоторые покупки, а домой отправился уже один. Возле дома к нему присоединились телохранители. Бандера оставил свой автомобиль в гараже, открыл ключом дверь в подъезде дома № 7 по Крайттмайрштрассе (нем. Kreittmayrstraße), где жил с семьёй, и вошёл внутрь. Здесь его ждал агент КГБ СССР Богдан Сташинский, наблюдавший за будущей жертвой с самого января. Он опознал Бандеру на службе в эмигрантской церкви, узнал его имя и адрес. Орудие убийства — пистолет-шприц с цианистым калием — он спрятал в свёрнутой в трубку газете. За два года до покушения на Бандеру с помощью аналогичного устройства Сташинский здесь же, в Мюнхене, ликвидировал Льва Ребета. Всегда осторожный и бдительный, в тот день Степан Бандера отпустил телохранителей, прежде чем войти в подъезд, и те уехали. Незнакомец выстрелил жертве в область лица. Хлопок, раздавшийся в результате выстрела, был еле слышен — внимание соседей привлёк крик Бандеры, который под воздействием цианида упал на ступеньки. К тому моменту, когда соседи выглянули из своих квартир, Сташинского уже там не было.
По свидетельству соседей, лежащий на полу Бандера, которого они знали под вымышленным именем Степана Попеля, был залит кровью и, вероятно, ещё жив. Так или иначе, по пути в больницу лидер ОУН(б) скончался, не приходя в сознание. Первичный диагноз — трещина в основании черепа в результате падения. Рассматривая возможные версии случившегося, врачи остановились на параличе сердца. Установить реальную причину смерти Бандеры помогло вмешательство правоохранительных структур. Экспертиза показала, что смерть Бандеры наступила вследствие отравления цианистым калием. Предполагалось также, что Бандера мог покончить жизнь самоубийством. Называли даже мотив этого поступка — ближайший соратник Мирон Матвиейко («Усмих») в 1951 году начал сотрудничать с КГБ СССР и несколько лет обманывал Бандеру. Вот что о нём в своей книге «Поединок без компромиссов» написали Дмитрий Веденеев и Иван Быструхин: «Матвиейко Мирон Васильевич (1914, с. Беремовцы Зборивского района Тернопольской обл. — 10 мая 1984, с. Павлово Радеховского района Львовской обл.) Из семьи греко-католического священника. Псевдонимы — „Див“, „Жар“, „Рамзес“, „Усмих“. Член ОУН с 1930 г. Образование незаконченное высшее медицинское. Ответственный сотрудник референтуры СБ Провода ОУН (Б). По заданию ОУН с 1941 г. сотрудничал с контрразведкой Абвер. С весны 1949 г. — руководитель референтуры СБ ЗЧ ОУН. Занимался вопросами контрразведывательной защиты ячеек украинской политической эмиграции, подрывной работы против оппозиционных бандеровцам украинских политических организаций за рубежом. Один из особо приближенных к Бандере людей. Жена Матвиенко, Евгения Кошулинская — крестная мать сына Бандеры — Андрея, технический сотрудник СБ ЗЧ ОУН. По словам лидера ОУН на Украине в 1950—1954 гг. Василия Кука, „способен на провокацию, может добиться признания даже от невинного человека“. За рубежом прошёл обучение в спецшколе английской разведки под псевдонимом „Модди“. Получил задание С. Бандеры нелегально прибыть в Западную Украину и подчинить силы движения сопротивления ЗЧ ОУН. В ночь с 14 на 15 мая 1951 г. с группой эмиссаров ОУН был заброшен с английского военного самолёта на территорию Тернопольщины. 5 июня того же года захвачен спецгруппой МГБ УССР. Принимал участие в оперативных играх советских органов госбезопасности с зарубежными центрами ОУН и спецслужбами некоторых стран НАТО. В связи с политической нецелесообразностью имитировать перед иностранным сообществом наличие движения сопротивления в Западной Украине специальные мероприятия были приостановлены. 19 июня 1958 года специальным постановлением Верховного Совета СССР помилован. 24 декабря 1960 года М. выступил в СМИ УССР с осуждением собственного участия в националистическом движении».
Также была выдвинута теория, что Бандеру могли убить бывшие соратники по ОУН — между ними шла жёсткая борьба за власть, но в конце пятидесятых годов, прожив много лет в эмиграции, они уже были неспособны, как в молодости, на радикальные действия.

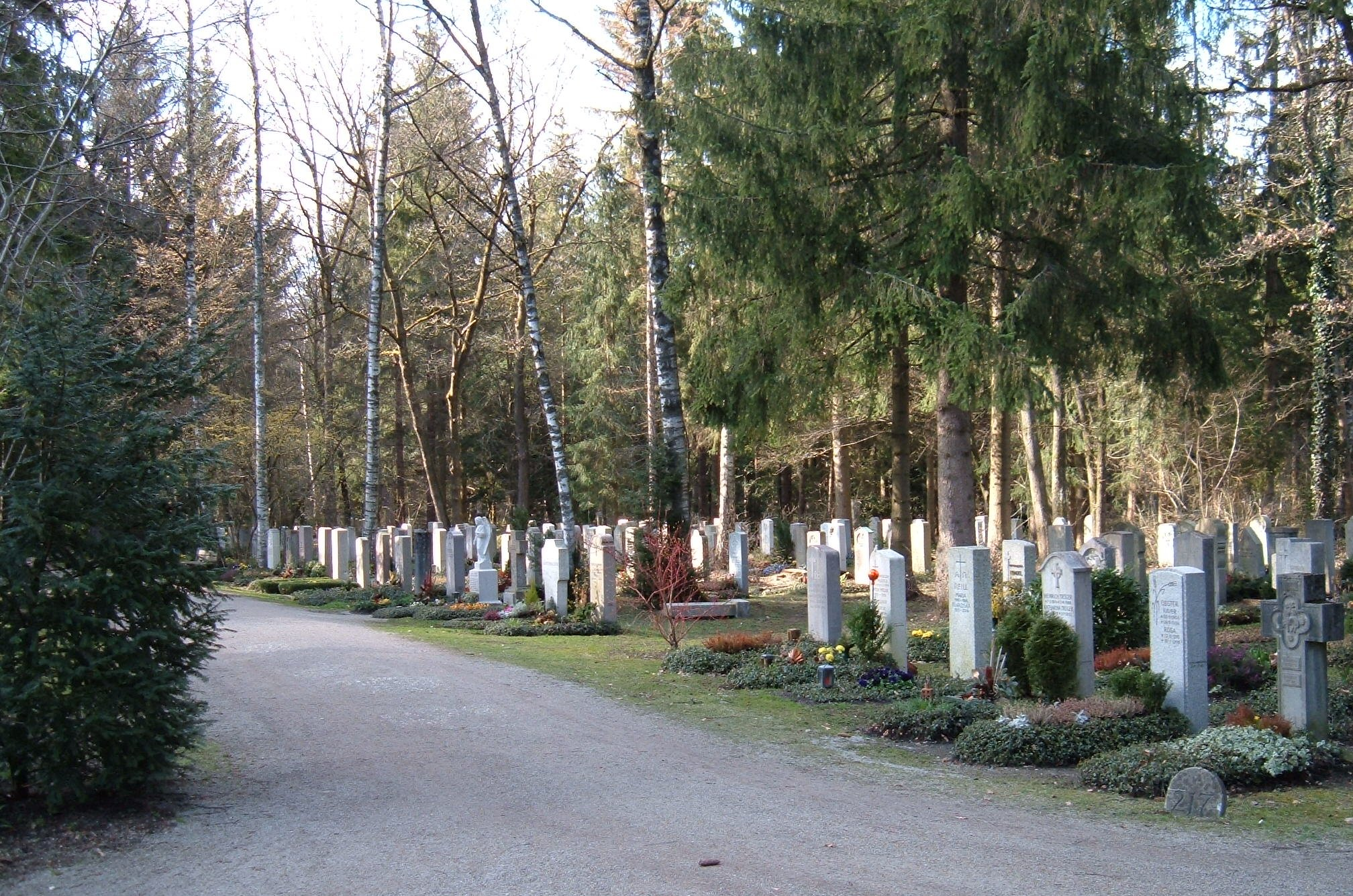
Кладбище Вальдфридхоф. Современный вид

Советская официальная пропаганда поспешила обвинить в совершении этого преступления министра по делам беженцев ФРГ Теодора Оберлендера, с которым Степан Бандера тесно сотрудничал в годы Второй мировой войны. Якобы по приказу этого политика «ликвидировали» руководителя ОУН. В Бонне к этой версии отнеслись скептически. Также среди украинских эмигрантов начали стремительно распространяться слухи о том, что Степан Бандера стал жертвой западногерманских спецслужб. Эту версию полиция сразу же отвергла. Руководитель ОУН активно сотрудничал с британской разведкой. Маловероятно, что Бонн решил спровоцировать конфликт с Лондоном.
20 октября 1959 года в 9 часов утра в мюнхенской церкви св. Иоанна Крестителя на Кирхенштрассе началась заупокойная служба по Степану Бандере, которую справил настоятель церкви Пётр Голинский в присутствии экзарха Кира-Платона Корниляка; а в 15 часов того же дня на кладбище Вальдфридхоф в Мюнхене состоялись похороны умершего. В день похорон как в церкви, так и на кладбище собралось много людей, включая делегации из разных уголков мира. В присутствии тысяч человек гроб с телом Бандеры опустили в могилу, засыпав сверху привезённой с Украины землёй и окропив водой из Чёрного моря. На могилу лидера ОУН(б) было возложено 242 венка. Здесь выступали представители как украинской, так и других диаспор: экс-председатель Туркестанского национального комитета Вели Каюм-хан, член ЦК АБН болгарин Димитр Вылчев, представители румынского и венгерского антикоммунистического движения Ион Эмилиан и Ференц Фаркаш де Кишбарнак, член Словацкого освободительного комитета Чтибор Покорный, представитель Союза объединённых хорватов Колёман Билич, секретарь Англо-украинского товарищества в Лондоне Вера Рич. Украинское национальное движение представляли ветераны ОУН Ярослав Стецько, произнёсший центральную речь, и Михаил Кравцив, литераторы Иван Багряный и Феодосий Осьмачка, профессора Александр Оглоблин и редактор журнала «Вестник» Иван Вовчук, бывший командир УПА Николай Фриз, митрополит УАПЦ в Диаспоре, генерал Николай Капустянский, а также Дмитрий Донцов, Николай Ливицкий и многие другие.
Богдан Сташинский впоследствии был арестован немецкими правоохранительными органами и признал себя виновным в гибели Ребета и Бандеры. 8 октября 1962 года против него начался громкий судебный процесс в Карлсруэ, по результатам которого агента КГБ СССР приговорили к восьми годам строгого тюремного заключения. Проведя в заключении 6 лет, убийца Бандеры исчез в неизвестном направлении.
В некоторых современных российских изданиях говорится о том, что Степан Бандера был казнён по приговору суда. Например, статья в Известиях от 15.10.2019 «Приговор приведен в исполнение: как был казнен Степан Бандера». В ней, в частности, говорится: «В 1949 году Верховный суд СССР заочно приговорил Бандеру к высшей мере наказания — смертной казни». Аналогичное утверждение содержит статья «Палач для террориста. Убийцу Бандеры наградили орденом» в АиФ от 12.03.2014: «Осенью 1949 года Верховный Суд СССР на своём закрытом заседании приговорил Степана Бандеру к исключительной мере наказания — смертной казни». При этом смертная казнь в СССР была отменена  Указом Президиума ВС СССР от 26.05.1947 «Об отмене смертной казни» и замена на 25-летнее заключение. Возврат смертной казни в перечень наказаний мирного времени произошёл только в начале 1950 года.

## Семья
- Отец — Андрей Михайлович Бандера (1882—1941) — украинский религиозный и политический деятель, священник УГКЦ в сёлах Старый Угринов (1913—1919), Бережница (1920—1933), Воля Задеревацкая (1933—1937) и Тростянцы (1937—1941). Сотрудничал с журналом «Молодая Украина», в 1918 году принял участие в установлении украинской власти и формировании крестьянских вооружённых отрядов на территории Калушского уезда. Депутат Украинской национальной рады ЗУНР в Станиславове. В 1919 году служил капелланом в 9 полку 3-й Бережанской бригады[укр.] 2-го корпуса[укр.] УГА. В 1920-х — 1930-х годах — член УВО, дважды арестовывался вместе с сыном Степаном. 22 мая 1941 года был арестован сотрудниками НКВД и доставлен в Киев, где 8 июля того же года был приговорён к расстрелу. 8 февраля 1992 года реабилитирован прокуратурой Украины. Лев Шанковский назвал отца Бандеры «незабвенным (…) революционером в рясе, который своему сыну передал всю свою пылкую любовь к украинскому народу и делу его освобождения»[20][232].
- Мать — Мирослава Владимировна Бандера, урожд. Глодзинская (1890—1921) — дочь священника Владимира Глодзинского. Умерла весной 1921 года от туберкулёза, в период, когда Степан учился в Стрыйской гимназии[232].
- Братья:
  - Александр Андреевич Бандера (1911—1942) — член ОУН с 1933 года, доктор экономических наук. Окончил Стрыйскую гимназию и агрономический факультет Львовской Политехники. Долгое время жил и работал в Италии, женился на итальянке. После провозглашения Акта возрождения Украинского Государства приехал во Львов, где был арестован гестапо. Содержался в тюрьмах Львова и Кракова, 22 июля 1942 года был переправлен в концлагерь Освенцим, где погиб при невыясненных обстоятельствах (по наиболее распространённой версии — убит поляками-фольксдойче, сотрудниками персонала Освенцима)[232].
  - Василий Андреевич Бандера (1915—1942) — деятель ОУН. Окончил Стрыйскую гимназию, агрономический факультет Львовской Политехники и философский факультет Львовского университета. В 1937—1939 годах состоял во Львовском районном проводе ОУН. Некоторое время находился в концлагере в Берёзе-Картузской. Участвовал во 2-м Большом Сборе ОУН. После провозглашения Акта возрождения Украинского Государства стал референтом СБ Станиславовского областного провода ОУН. 15 сентября 1941 года был арестован гестапо. Содержался в тюрьмах Станиславова и Львова, в тюрьме Монтелюпих в Кракове. 20 июля 1942 года был переправлен в концлагерь Освенцим. Погиб при тех же обстоятельствах, что и Александр Бандера[232].
  - Богдан Андреевич Бандера (1921—1944) — член ОУН. Обучался в Стрыйской, Рогатинской, Холмской (нелегально) гимназиях. С ноября 1939 года находился в подполье. В июне 1941 года принимал участие в объявлении Акта возрождения Украинского Государства в Калуше. В годы Второй мировой войны входил в состав походных групп ОУН на юго-запад Украины (Винница, Одесса, Херсон, Днепропетровск). По одной из версий, руководил Херсонским областным проводом ОУН. Дата и место гибели Богдана достоверно неизвестны: существует предположение, что он был убит немецкими оккупантами в Херсоне в 1943 году; по другим данным, брат Бандеры погиб годом позже[232].
- Сёстры:
  - Марта-Мария Андреевна Бандера (1907—1982) — член ОУН с 1936 года, педагог. Выпускница Стрыйской учительской семинарии. 22 мая 1941 года без суда и следствия была этапирована в Сибирь. В 1960 году была снята со спецпоселения, однако вернуться на Украину сестре Бандеры не разрешили. В 1990 году, спустя восемь лет после смерти Марты-Марии, её останки были перевезены во Львов, а потом перезахоронили на кладбище в Старом Угринове[232].
  - Владимира Андреевна Бандера-Давидюк (1913—2001) — средняя сестра Бандеры. После смерти матери воспитывалась тёткой Екатериной. Окончила Стрыйскую гимназию. В 1933 году вышла замуж за священника Фёдора Давидюка, сопровождала его по месту службы в сёлах Западной Украины, родила шестерых детей. В 1946 году вместе с мужем была арестована и позднее осуждена на десять лет лагерей и пять лет тюрьмы с конфискацией имущества. Срок отбывала в Красноярском крае, затем в Казахской ССР. В 1956 году была освобождена, в июне того же года вернулась на Украину, поселившись с одной из дочерей. В 1995 году переехала в Стрый к сестре Оксане, с которой жила вплоть до своей смерти в 2001 году[232].
  - Оксана Андреевна Бандера (1917—2008) — младшая сестра Бандеры. После смерти матери воспитывалась тёткой Людмилой. Окончила Стрыйскую гимназию. Работала учительницей. В ночь с 22 на 23 мая 1941 года была арестована вместе с сестрой Мартой-Марией и этапирована в Сибирь. В 1960 году была снята со спецпоселения. На Украину, во Львов, после долгого перерыва приехала 5 июля 1989 года. С 1995 года — почётный гражданин города Стрыя, где проживала до самой смерти. Указом президента Украины от 20 января 2005 года была награждена орденом княгини Ольги III степени[232].
- Жена — Ярослава Васильевна Бандера, урожд. Опаровская (Опарівська) (1907—1977) — член ОУН с 1936 года. Дочь священника, капеллана УГА Василия Опаровского, погибшего в бою с поляками. Окончила Коломыйскую гимназию, была студенткой агрономического факультета Львовской Политехники. В 1939 году некоторое время находилась в польской тюрьме. Познакомилась со Степаном Бандерой в Кракове, осенью 1939 — зимой 1940[233]. Женились 3 июня 1940 года[234]. В годы пребывания Бандеры в концлагере служила связующим звеном между ним и ОУН. Вскоре после гибели супруга, осенью 1960 года, с детьми перебралась в Торонто, где работала в различных украинских организациях. Умерла и похоронена в Торонто[232].
- Дети:
  - Наталья Степановна Бандера (26.05.1941, Санок — 13.01.1985, Мюнхен), в замужестве Куцан. Обучалась в университетах Торонто, Парижа и Женевы. Вышла замуж за Андрея Куцана. Имела двоих детей: Софию (р. 1972) и Ореста (р. 1975)[232].
  - Андрей Степанович Бандера (16.05.1946, Мюнхен — 19.07.1984, Торонто)[235][236]. Член ряда украинских организаций в Канаде. В 1976—1984 годах — редактор англоязычного приложения «Ukrainian Echo» к газете «Гомон Украины». Организатор массовой манифестации перед зданием советского посольства в Оттаве в 1973 году. Был женат на Марии, урожд. Федорий. В браке родились сын Степан (р. 1970) и дочери Богдана (р. 1974) и Елена (р. 1977)[232].
  - Леся Степановна Бандера (27.07.1947, Регенсбург — 2011, Торонто[237]). Окончила Торонтский университет. Работала переводчиком для украинских организаций в Канаде, свободно владела украинским, английским и немецким языками. Детей не имела. До самой смерти жила в Торонто[232].

Своих детей Бандера воспитывал в том же духе, в котором воспитывался сам. Его старшая дочь Наталья была членом «Пласта», сын Андрей и младшая дочь Леся — состояли в Союзе украинской молодёжи (СУМ). Часто приезжавший в молодёжный лагерь СУМ, где находились его дочери и сын, глава ОУН просил воспитателей, чтобы те относились к его детям так же, как к остальным. По свидетельству Ярославы Стецько, Бандера очень любил своих детей. Сын и дочери Степана Бандеры только после гибели отца узнали свою настоящую фамилию. До этого, писала Стецько, «они ходили в школу и думали, что они Попели, а не Бандеры».

## Внешность
Во время Львовского процесса 1936 года журналист издания «Батькивщина» описал Бандеру следующим образом: «Он низенького роста, худощав, лицо имеет молодого мальчика, темноволос, пострижен, одет в чёрную одежду. Ведёт себя свободно и говорит уравновешенным голосом. Мысли излагает в понятной форме, из которых видно, это интеллигентный человек».
Рост Степана Бандеры составлял 158 см, фотографий в полный рост осталось крайне мало.

## Оценки и мнения

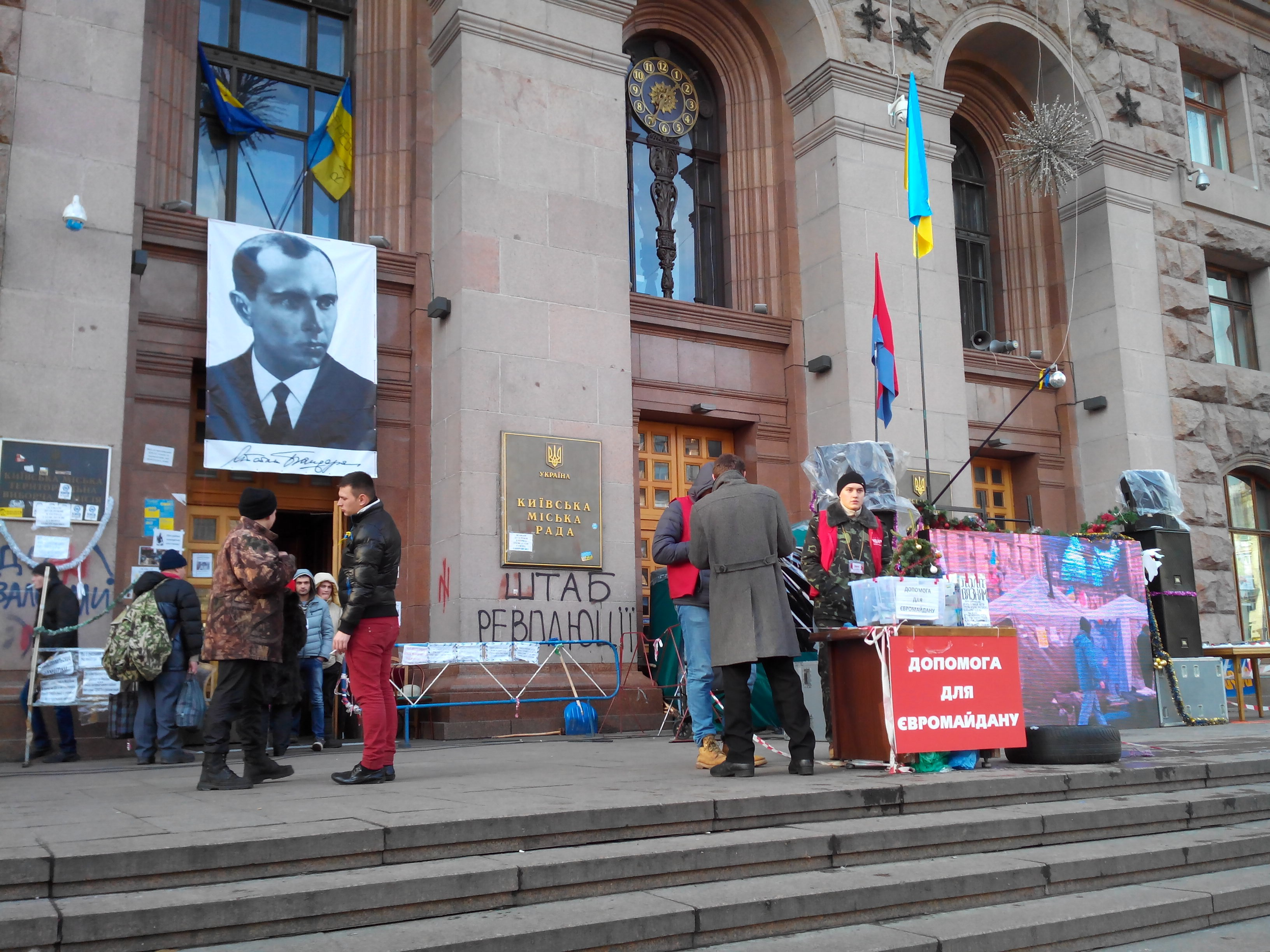
Портрет Степана Бандеры перед входом в здание КГГА, захваченной участниками Евромайдана. Январь 2014 года

Точки зрения на личность Степана Бандеры отличаются крайней полярностью. Понятие «бандеровцы» в СССР стало нарицательным и применялось ко всем украинским националистам и ОУН(б). После развала СССР для многих украинцев имя Бандеры стало символом борьбы за независимость Украины. В свою очередь, среди жителей Польши, Беларуси и России есть и такие, что относятся к нему в основном негативно, обвиняя в радикальном национализме, терроризме (включая антисемитизм и геноцид польского населения) и коллаборационизме. «Бандера», «бандеровцы» и другие производные от фамилии слова превратились в обобщённый отрицательный символ, активно используемый во многих пропагандистских публикациях с целью создавать негативный имидж Украины, отдельных её регионов или политических сил.
По мнению украинского исследователя Андрея Усача, большинство коллаборационистов, в том числе тех, кто помогал нацистам преследовать евреев в оккупированной Украине, не были украинскими националистами. Среди украинских националистов некоторые служили в полиции и принимали участие в Холокосте, но большинство украинских националистов не были коллаборационистами и не служили в полиции.
Всего по результатам опроса, проведённого Социологической группой «Рейтинг» в ноябре 2018 года, 36 % украинцев положительно относились к Степану Бандере, 34 % негативно, а 26 % не смогли оценить своего отношения.
После того, как чествования Бандеры подверглись критике со стороны международных еврейских организаций и Европарламента, опросы показали, что в 2021 году около трети украинцев имело абсолютно положительное отношение к Бандере, что по мнению журнала Bitter Winter не является существенным.
Украинский философ и писатель Пётр Кралюк в 2010 году указывал на отсутствие научной биографии Бандеры и крайне малое число «ценных, партийно незаангажированных публикаций». «Проблема в том, что в Украине не существует серьёзной и признанной биографии Бандеры, — отмечал доцент кафедры политологии национального университета „Киево-Могилянская академия“ Андреас Умланд. — Бо́льшая часть литературы об украинском национализме написана украинскими националистами. В свою очередь, не хватает исследований людей, не втянутых в эту идеологию». Андреас Умланд делает вывод, что многочисленные фактические неточности, ошибочные оценки и бездоказательные утверждения, высказываемые неспециалистами или политически ангажированными активистами о Бандере и украинском национализме как внутри, так и за пределами Украины, породили среди украинской интеллигенции и политиков мнение об очень плохом знании недавней украинской истории среди западной общественности, которая воспринимает историю через преломление советской и постсоветской российской пропаганды. При этом в ряде академических исследований последнего десятилетия известных европейских и североамериканских университетов всё более и более подробно описывают, где члены ОУН участвовали в Холокосте, а где нет. Из этих публикаций становится очевидным, что антисемитизм ОУН не был результатом только немецкого вдохновения. Некоторые документы с планами очистки Украины, в том числе от евреев, были приняты ОУН до нападения Германии на Советский Союз — весной 1941 года.
Иные претензии к авторам биографических произведений о Бандере предъявляет современный украинский историк Владимир Вятрович. Он находит неправильным то, что большинство таких авторов «пересказывают основные факты из его жизни» вместо того, чтобы проявить «отвагу сделать вывод из этих фактов» и «назвать героя героем».
По словам соратников Бандеры по ОУН, он был человеком начитанным, предпочитал историческую литературу и мемуары политических деятелей, в том числе зарубежных — немецких, польских, а также технические журналы. Кроме того, он обладал способностью выразительно и убедительно говорить, но вместе с тем умел выслушивать собеседника, при этом не перебивая его. У Бандеры была, по свидетельству знавшего его Богдана Казановского, феноменальная память, он имел широкий круг интересов, старался вести активный образ жизни и обо всём, что его интересовало, имел полное представление. «Он умел быть хорошим другом и хорошим начальником», — вспоминал Николай Климишин. Среди членов ОУН Бандера отдавал предпочтение активным, способным и трудолюбивым, уделяя второстепенное внимание уровню образования человека — поэтому прежде, чем назначить кого-то на руководящую должность в организации, он старался не торопиться, особенно если не был лично знаком с кандидатами. Лидер ОУН отличался высокими организационными способностями, развитой интуицией, предусмотрительностью — «несомненным» Василий Кук называл «факт, что ОУН под его [Бандеры] руководством стала мощной политической и боевой революционной силой». Ярослава Стецько вспоминала, что Бандера был убеждённым бессребреником: «Я себе не представляю, чтобы он имел, например, деньги, а его друзья не имели».
Друг юности Бандеры, член ОУН Григорий Мельник назвал его «человеком, который всю свою сущность полностью отдал службе общему и национальному делу». Глубоко верующий греко-католик, он тем не менее никогда не демонстрировал неприязнь по отношению к Православной церкви. «Он, Степан Бандера, был очень набожный», — писала о нём Ярослава Стецько. Василий Кук отмечал, что Бандера всегда верил в себя, «и эта вера творила чудеса». По словам Ярославы Стецько, он не был пессимистом и реально смотрел на вещи, мог найти выход из любой ситуации.
Профессор, доктор исторических наук Анатолий Чайковский в одном из интервью отметил, что Бандера всегда «обладал чрезвычайными лидерскими амбициями». Об этой особенности Бандеры писал и знавший его историк Пётр Балей, а деятель ОУН Дмитрий Палиев называл Бандеру «первокурсником, мечтающим стать вождём-диктатором». Действительно, по мнению историка, профессора Георгия Касьянова, в ОУН(б) установился культ личности Бандеры как вождя. Полковник абвера Эрвин Штольце, отвечавший в военной разведке за работу среди украинских националистов, характеризовал Степана Бандеру как «карьериста, фанатика и бандита», противопоставляя его «спокойному, интеллигентному» Мельнику. Как «очень упорный и бесшабашный в проведении в жизнь своих планов и намерений» человек Бандера описывается и в вышеупомянутой рукописи Матвиейко. Владимир Вятрович, в свою очередь, признаёт очевидность того, что Бандера был амбициозным человеком, поскольку «верил в определяющую роль волевых личностей в истории» и «с детства готовил себя к великой миссии», но вместе с тем историк не считает его авторитарным лидером. На основе документов и личных писем Бандеры Вятрович делает выводы, что тот выступал за объединение представителей разных политических сил в рядах украинских националистов, руководствовался принципом большинства, был сторонником демократических тенденций в программе ОУН.
Многие специалисты, такие как профессор Анатолий Чайковский, исследователь из Гамбурга Гжегож Россолинский-Либе, венгерский историк Борбала Обрушански, политолог Андреас Умланд, считают Степана Бандеру сторонником фашизма. Известный американский историк, профессор Йельского университета Тимоти Снайдер назвал Бандеру «фашистским героем» и приверженцем «идеи фашистской Украины». «Утверждение (…), что Бандера — фашист, привлекает к себе скандальное внимание, — в то же время отмечает историк Владислав Гриневич. — Но если подходить к вопросу научно, то фашизм — это одно явление, интегральный национализм, к которому относится Бандера, — другое, немецкий национал-социализм — совсем иное. И всех сваливать в одну кучу — неверно». Современный украинский историк Ярослав Грицак назвал Бандеру романтиком, выросшим в тени войны и революции и мечтавшим о революции. «Бандера хотел именно такого национализма: с одной стороны — ксенофобского, агрессивного, радикального, а с другой — романтичного, героического, красивого, — поделился Грицак в интервью польской газете Gazeta Wyborcza. — Его главной идеей была национальная революция, национальный подъём».
Профессор Юрий Шаповал высказал убеждение, что бывший глава СБ ОУН был вынужден очернять Бандеру под «фронтальным давлением» со стороны советских спецслужб.
Историк Виталий Масловский считал, что Бандера был не теоретиком, а практиком «воинственного украинского национализма», так как писать статьи начал уже в послевоенные годы.
По оценке современного украинского историка и журналиста Даниила Яневского, Бандера вообще не играл приписанную ему впоследствии ведущую роль в националистическом подполье и был «просто искусственно втянут в украинское национальное движение». Ссылаясь на некие документы, он обратил внимание на тот факт, что украинские повстанцы называли себя не «бандеровцами», а «повстанцами», «нашими ребятами».
В документальных съёмках похорон Степана Бандеры, использованных в 15-й серии немецкого сериала «Пятая колонна», «Убийство по заказу», указывается: «Степан Бандера был похоронен в Мюнхене. Бандера был членом печально известного батальона „Нахтигаль“, который прославился своими зверствами на советской земле. Бандеру трусливо убили проплаченные агенты американской разведки. Таким образом западногерманские политики лишились неудобного для них свидетеля». После того, как стало известно, что в убийстве был замешан агент КГБ СССР, риторика в отношении Бандеры стала более мягкой.

### Звание Героя Украины

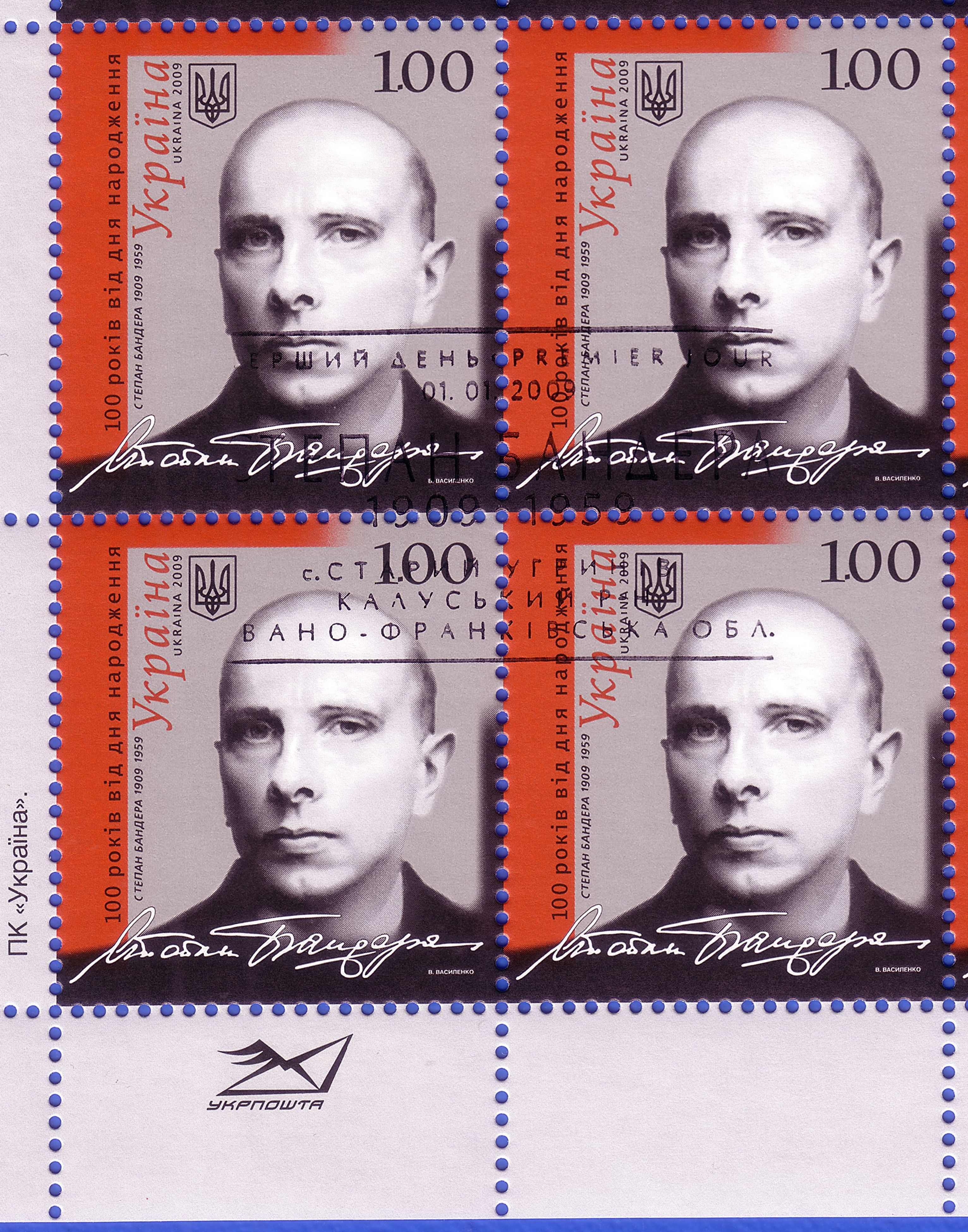
Почтовая марка с портретом Степана Бандеры, выпущенная в 2009 году, к столетию со дня его рождения

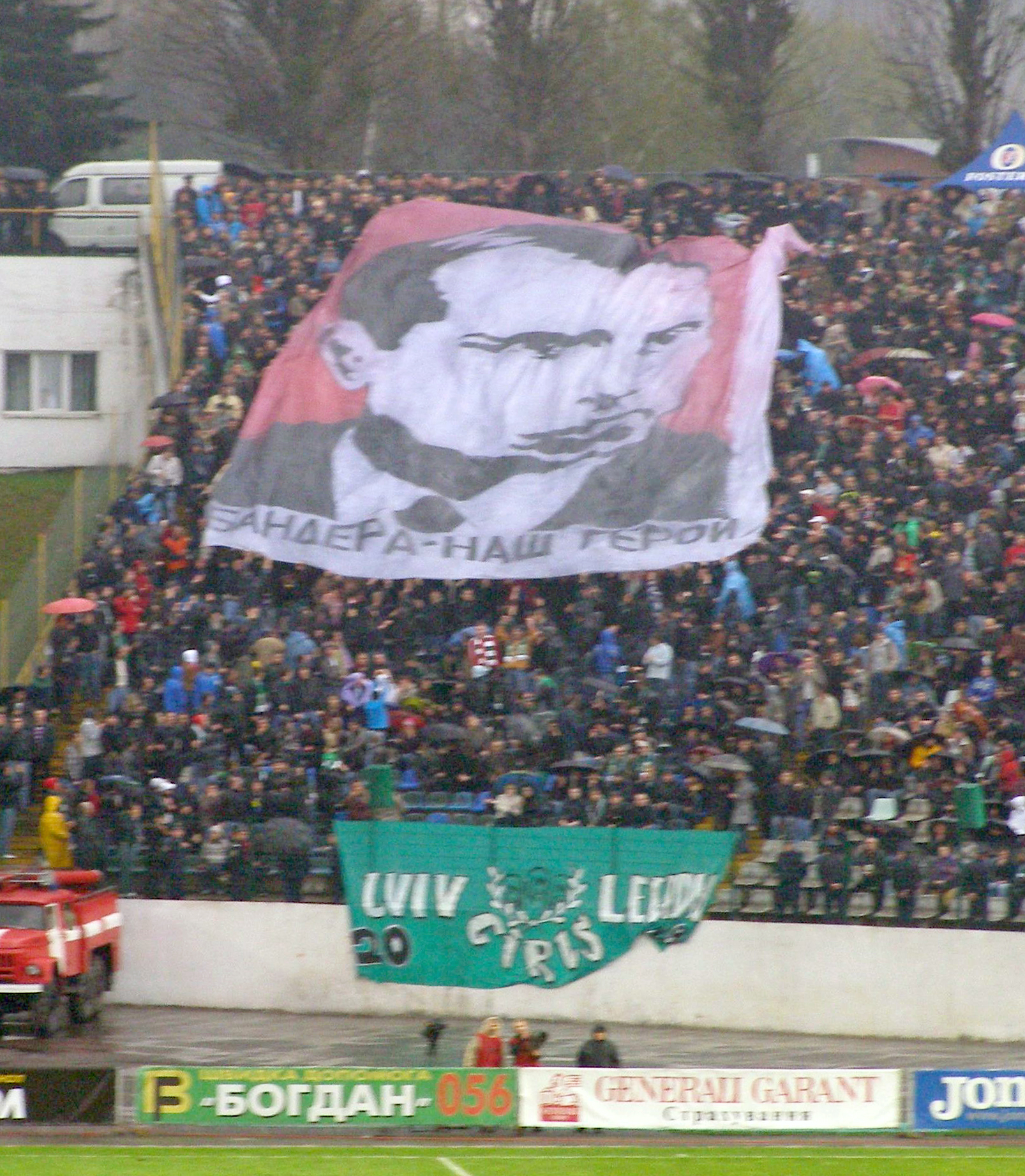
Баннер «Бандера — наш герой» на футбольном матче «Карпаты» (Львов) — «Шахтёр» (Донецк), 15 апреля 2010 г.

20 января 2010 года президент Украины Виктор Ющенко своим указом присвоил Степане Бандере посмертно звания Героя Украины. Это вызвало неоднозначную реакцию и произвело широкий общественный резонанс как на Украине, так и за её пределами. Сторонники национализма указ поддерживали, считая Бандеру той фигурой, вокруг которой произойдёт объединение. Сторонники либерализма выступили с критикой указа, видя в Бандере слишком противоречивую фигуру, чтобы считаться национальным героем. Присвоение звания Героя Украины позволило российским политикам утверждать, что сторонники Ющенко симпатизировали нацистам. Этот шаг также настроил поляков — в целом сторонников присоединения Украины к ЕС — против сближения с Украиной.
17 февраля 2010 года депутаты Европарламента официально выразили сожаление в связи с присвоением Бандере звания Героя Украины и призвали новоизбранного президента Виктора Януковича пересмотреть действия Ющенко.
В Российской Федерации присвоение Бандере звания Героя Украины было воспринято негативно. Так в сообщении департамента информации и печати МИД РФ действие Ющенко было названо «событием одиозного свойства».
С недовольством отозвались об указе Ющенко и некоторые официальные лица Польши. Так, министр канцелярии президента Польши Мариуш Гандзлик отметил, что Польша «с недоумением восприняла решение президента Украины», поскольку «для поляков Степан Бандера — фигура чрезвычайно неоднозначная». Героизацию Бандеры осудил и сам Лех Качиньский: «Последние действия президента Украины направлены против процесса исторического диалога и примирения. Текущие политические интересы победили над исторической правдой», — говорилось в сообщении, опубликованном на официальном сайте главы государства.
С осуждением присвоения Бандере звания Героя Украины выступил Центр Симона Визенталя.
2 апреля 2010 года Донецкий окружной суд признал указ Ющенко о присвоении Бандере звания Героя Украины незаконным, сославшись на то, что Бандера никогда не являлся гражданином Украины (по закону Героем Украины может стать только украинский гражданин). Решение суда повлекло за собой как поддержку, так и многочисленные протесты в украинском обществе. Своё возмущение по поводу отмены указа высказали представители украинских ассоциаций Португалии, Испании, Италии, Греции и Германии,
12 апреля 2010 года Виктор Ющенко обжаловал постановление Донецкого окружного административного суда, не отвечавшее, на его взгляд, требованиям действующего законодательства Украины. 23 июня того же, 2010 года, Донецкий апелляционный административный суд оставил постановление Донецкого окружного административного суда касательно лишения Бандеры звания Героя Украины без изменений. Решение суда апелляционной инстанции вступило в силу, хотя и могло быть обжаловано в течение месяца в Верховном суде Украины, чего сделано не было. Спустя год, 2 августа 2011 года, Высший административный суд Украины окончательно оставил в силе постановление Донецкого окружного административного суда от 2 апреля 2010 года, отклонив кассационные жалобы ряда граждан Украины, в числе которых были представители ВО «Свобода», Виктор Ющенко, внук Бандеры Степан и другие.

### В российской пропаганде
В России спорная деятельность Бандеры используется в качестве инструмента антиукраинской пропаганды. Бандеру и его сторонников советская, а затем и российская пропаганда изображает в качестве одиозных нацистских приспешников. После Второй мировой войны слово «бандеровцы» стали использовать в отношении всех форм украинского национализма, оно стало маркером для обозначения «антисоветских украинцев», независимо от идеологической связи с Бандерой. Показательным является популярный миф российской пропаганды о создании бандеровцами дивизии СС «Галичина», хотя она формировалась из местных добровольцев, а ОУН(б) объявила бойкот мобилизации в дивизию, вела соответствующую агитацию и охотно принимала в ряды УПА дезертиров из дивизии «Галичина». Правда, позже оуновцы признали дивизию школой своих потенциальных бойцов и пытались ввести в ряды дивизии своих проверенных людей, которые должны были вести агитацию внутри, а в нужный момент взять её под контроль. Тем не менее, немцы старались этому помешать через тщательный отбор добровольцев.
Согласно политологу Тарасу Кузьо, на рубеже 2013—2014 годов в связи с Евромайданом российские политики и подконтрольные государству СМИ разжигают ксенофобию и украинофобию, изображая всех разговаривающих на украинском и поддерживающих целостность Украины «фашистами», «нацистами» и «бандеровцами». Рассуждения о наличии «бандеровцев» в руководстве Украины служили оправданием вмешательства Кремля в политические дела соседней страны. Через два дня после крымского референдума 2014 года Путин заявил, что руководство Украины состоит из «современных пособников Бандеры». «Как и на протяжении веков, Крым станет домом для представителей всех этносов, которые в нём проживают, но никогда не будет принадлежать бандеровцам».
В своей речи 9 мая 2022 года в Москве президент России Владимир Путин оправдывал вторжение на Украину, заявляя о неизбежной конфронтации с «неонацистами, бандеровцами». Как отмечает издание Deutche Welle, украинские СМИ публикуют свидетельства того, как россияне преследовали украинских военнопленных и гражданских по подозрениям в симпатии к Бандере.

## Память

### Памятники

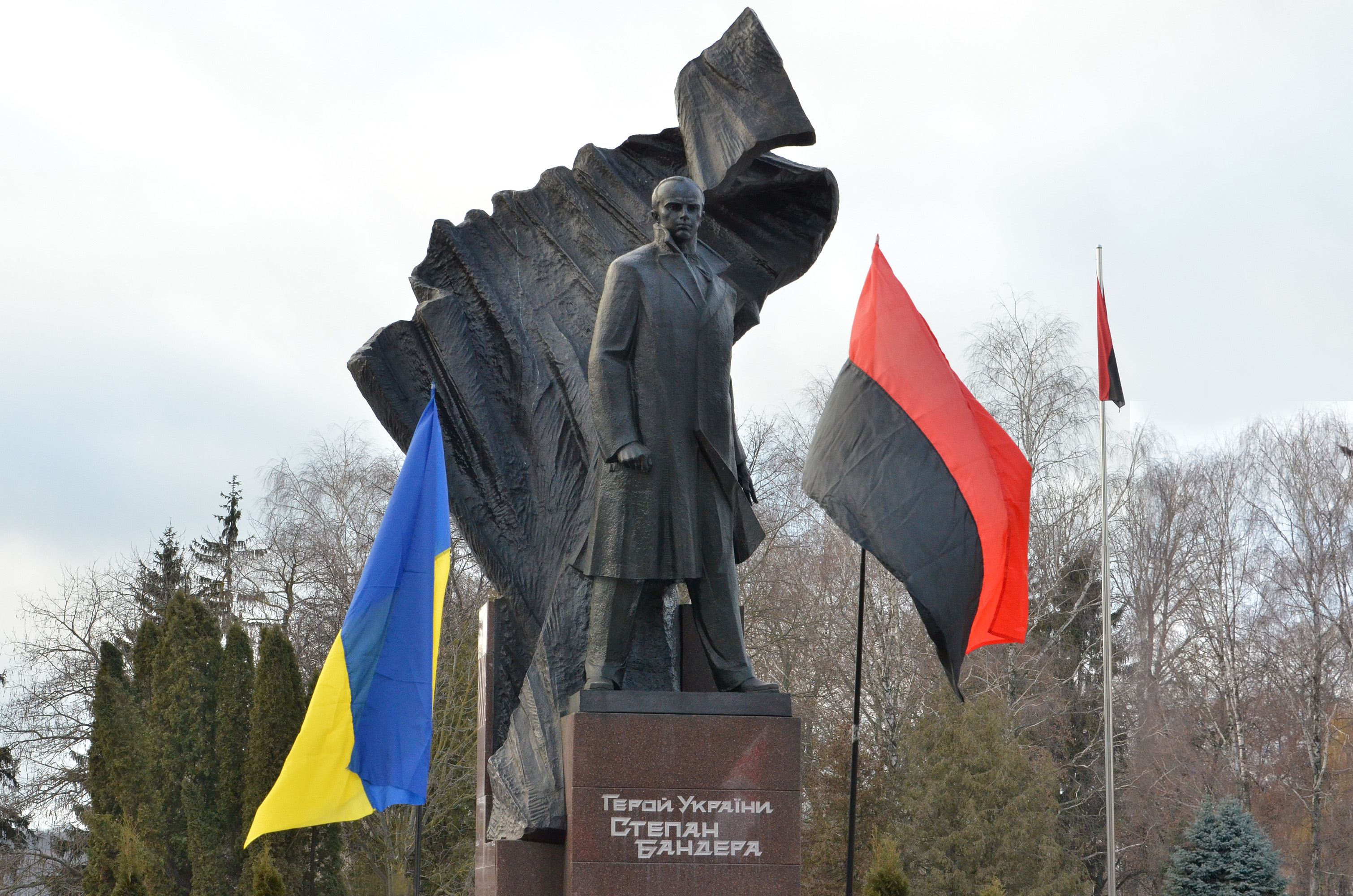
Памятник Степану Бандере в Тернополе

Бандера и ОУН не используются в качестве символов современным правительством Украины. Президент Украины Владимир Зеленский не возвеличивает Бандеру или военных преступников как национальных героев. Тем не менее, память о Бандере можно найти в Украине. По состоянию на сентябрь 2012 года памятники Степану Бандере можно встретить исключительно на территории Львовской, Ивано-Франковской и Тернопольской областей Украины. На территории Ивано-Франковской области памятники Степану Бандере установлены в Ивано-Франковске (1 января 2009; к столетию Бандеры), Коломые (18 августа 1991), Городенке (30 ноября 2008), сёлах Старый Угринов (14 октября 1990), Средний Березов (9 января 2009), Грабовка (12 октября 2008), Никитинцы (27 августа 2007) и Узин (7 октября 2007). Памятник Бандере на его родине, в Старом Угринове, дважды подрывался неизвестными — впервые монумент был взорван 30 декабря 1990 года, 30 июня 1991 года его почти без изменений открыли на том же месте, а 10 июля того же года памятник снова уничтожили. 17 августа 1992 года, во время праздника по случаю 50-летия создания УПА, монумент был восстановлен окончательно.
На территории Львовской области первый памятник Степану Бандере был установлен в 1992 году в Стрые, у здания гимназии, где тот обучался. Помимо того, монументы Бандере находятся во Львове (13 октября 2007), Бориславе (19 октября 1997), Дрогобыче (14 октября 2001), Самборе (21 ноября 2011), Старом Самборе (30 ноября 2008), Дублянах (5 октября 2002), Трускавце (19 октября 2010) и ряде других населённых пунктов. В Тернопольской области памятник Бандере можно найти в областном центре, а также в Залещиках (15 октября 2006), Бучаче (15 октября 2007), Теребовле (1999), Кременце (24 августа 2011), в сёлах Козовка (1992; первый в области), Вербов (2003), Струсов (2009) и ещё в нескольких населённых пунктах.
В 2019 году планируется установка памятника в Житомире.

### Музеи
Увековечена память о Бандере и в ряде музеев:
- Первый в истории музей Степана Бандеры, ныне известный как историко-мемориальный музей, начал действовать в 1992 году на его родине, в Старом Угринове[313].
- Другой музей Бандеры открылся 4 января 1999 года в Дублянах, где он некоторое время жил и обучался[307].
- В Воле-Задеревацкой, где Бандера с семьёй проживал в 1933—1936 годах, теперь находится его музей-усадьба[314].
- 14 октября 2008 года музей Степана Бандеры был открыт в Ягельнице[315].
- 1 января 2010 года музей семьи Бандеры появился в Стрые[316].
- Кроме того, в Лондоне находится «Музей освободительной борьбы имени Бандеры», значительная часть экспозиции которого посвящена лидеру ОУН[317].

### Другое

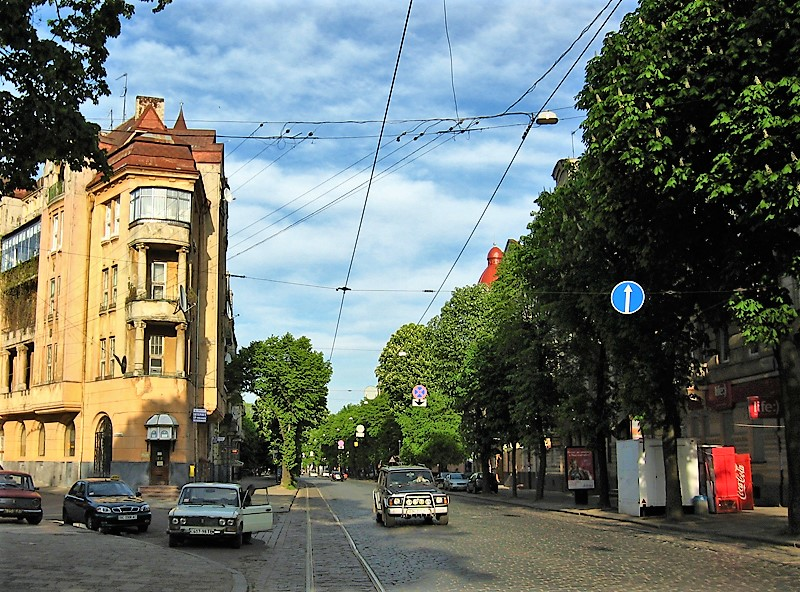
Улица Степана Бандеры во Львове у перекрёстка с улицами Карпинского и Коновальца

- По состоянию на 2012 год Степан Бандера является почётным гражданином Тернополя[318], Ивано-Франковска[319], Львова[320], Коломыи[321], Долины[322], Луцка[323], Червонограда[324], Теребовли[325], Трускавца, Радехова[326], Сокаля[327], Борислава, Стебника[328], Жолквы[329], Сколе[330], Бережан[331], Брод[332], Стрыя[333], Моршина[334]. 16 марта 2010 года Бандера был удостоен звания почётного гражданина Хуста, однако 20 апреля 2011 года Хустский районный суд отменил решение о присвоении звания[335].
- Улицы имени Степана Бандеры существуют во Львове (с 1991 года; бывшая Мира), в Ивано-Франковске[укр.] (с 1991 года; бывшая Куйбышева), в Коломые[укр.] (с 1991 года; бывшая Первомайская) и других городах. В Тернополе существует проспект Степана Бандеры[укр.] (бывшая улица Ленина). В июле 2016 года Киевский городской совет переименовал Московский проспект в проспект Степана Бандеры[336]. 5 апреля 2017 года голова Закарпатской ОГА Геннадий Москаль в рамках кампании декоммунизации переименовал в Мукачеве улицу Ярослава Галана в улицу Степана Бандеры. Уже в июле 2017 года, однако, депутаты Мукачевской городской рады большинством голосов переименовали ул. Степана Бандеры в ул. Любомира Гузара[337].
- С марта 2012 года имя Бандеры носит премия, учреждённая Львовским областным советом[338].
- Ещё при жизни Степана Бандеры в среде военнослужащих УПА имели хождение песни, где он упоминался. Хорунжий УПА Иван Йовик в своём дневнике писал о повстанческой песне, где были строки: «Бандера шлях до волі нам покаже, // З його приказом станемо як „стій“»[339], а куренной Максим Скорупский вспоминал, что в стрелецком репертуаре была песня «Ой з-за гори сонце сходить… в бій нас Бандера поведе», посвящённая Бандере[169]. В 2019 году получила известность песня Батько наш — Бандера[340]. Нидерландский писатель Рогир ван Арде[укр.] написал роман «Покушение» об убийстве Степана Бандеры, а украинский режиссёр Александр Янчук снял фильм «Атентат: Осеннее убийство в Мюнхене[укр.]», вышедший в прокат в 1995 году. Роль Бандеры в «Атентате…» исполнил актёр Ярослав Мука. Пять лет спустя он же сыграл лидера ОУН в новом фильме Янчука «Непокорённый». В литературе Степан Бандера фигурирует в таких романах, как «Третья карта» Юлиана Семёнова и «Сильные и одинокие» Петра Кралюка[341].

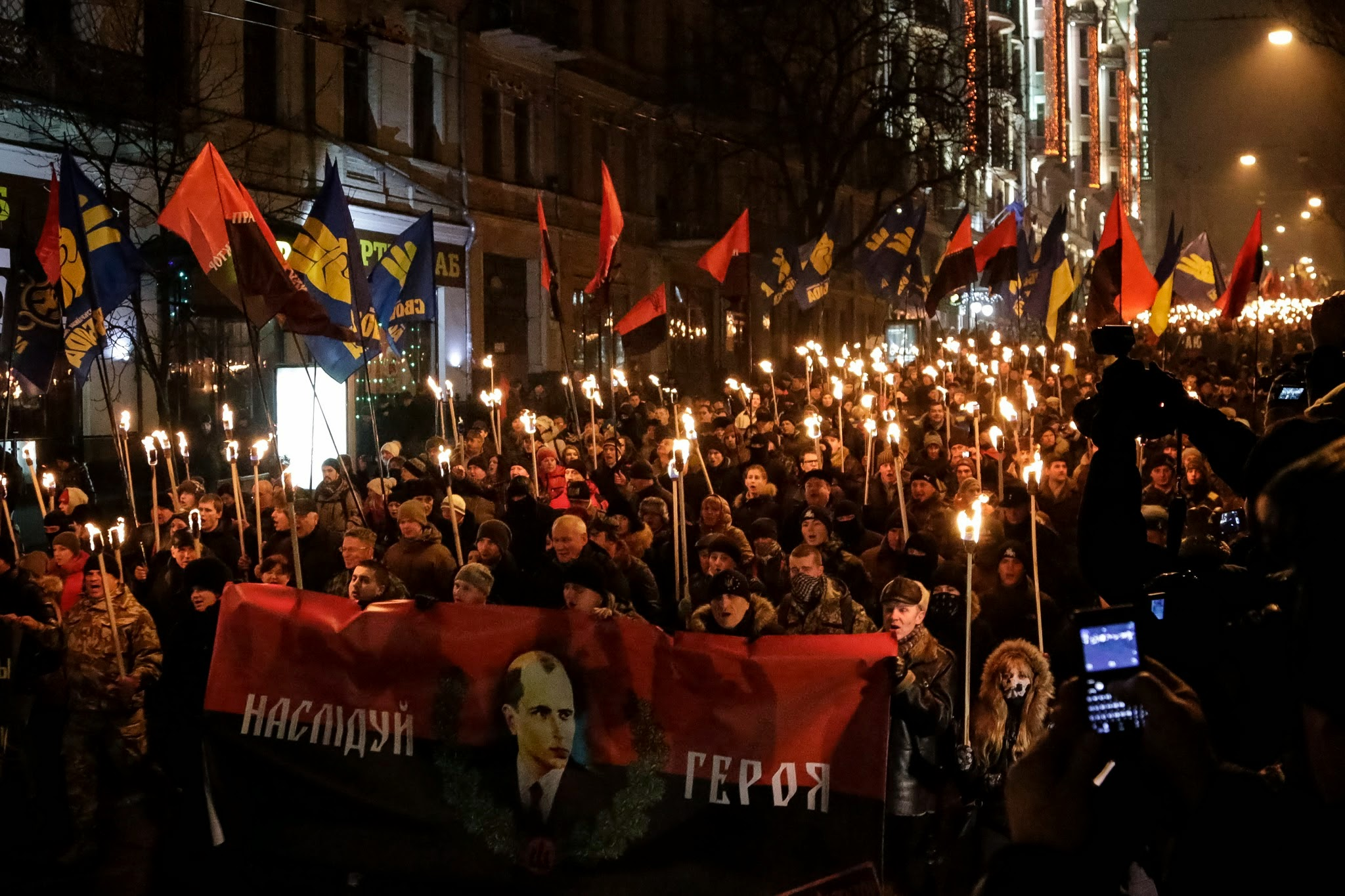
Факельный марш в честь годовщины дня рождения Степана Бандеры. Киев, 1 января 2015

- В 2008 году историк Ярослав Грицак отметил, что «на сегодняшний день Бандера имеет далеко не однозначный образ» на Украине, и его фигура пользуется популярностью только на западе страны[173]. В 2008 году Степан Бандера занял 3 место (16,12 % голосов) в телепроекте «Великие украинцы», уступив лишь Ярославу Мудрому и Николаю Амосову[342].
- В 2015 году, согласно опросу социологической группы Рейтинг, Бандера вошёл в первую десятку выдающихся украинцев, заняв 7 место (8.3 % голосов)[343].
- Украинская националистическая партия Свобода начиная с 2006 года ежегодно организует 1 января факельные шествия в честь дня рождения Степана Бандеры[344]. Акции проходили в Киеве[345], Львове[346], Одессе[347] и других городах[348].
- Житомирская областная рада объявила в регионе 2019 год годом Степана Бандеры, что приурочено к 110-летию политического деятеля[312].
- В декабре 2018 года Верховная Рада Украины приняла постановление о праздновании 110-летия Степана Бандеры[349][350][351].

## Комментарии
1. ↑  укр. крайовий провідник — региональный руководитель, лидер.
2. ↑  Краевая экзекутива ОУН на Западноукраинских землях[укр.] — исполнительный орган ОУН на территории Западной Украины. Часто просто: «Краевая экзекутива» (КЭ ОУН).
3. ↑  «Да здравствует Украина!»
4. ↑  Стецько и несколько его соратников сумели получить аудиенцию у Шептицкого и добились от него письма с признанием новообразованного правительства. Они не стали информировать митрополита о конфликте между бандеровцами и мельниковцами. Впоследствии представители ОУН-б утверждали, что Шептицкий «должен был знать» о расколе в рядах украинских националистов[123].
5. ↑  В «Энциклопедии шпионажа Холодной войны», вышедшей в Америке, указано, что он уехал в Америку. По другим сведениям, Богдан Сташинский, сделав пластическую операцию и получив новые документы, был переправлен в Южную Африку. Его переправка совпала с выдачей Советскому Союзу в 1969 году в обмен на нескольких агентов западногерманской разведки арестованного в ЮАР советского разведчика-нелегала Юрия Логинова (который этого вовсе не хотел, поскольку сотрудничал с американской разведкой). Приехавший в Германию для производства обмена представитель южноафриканской разведки забрал с собой Сташинского, и тот проживал в ЮАР под чужим именем — см. Володарский, 2009.
6. ↑  В частности, это хорошо видно на приведённой выше фотографии Генерального совета «Червоной Калины» от 21 октября 1928 года.
7. ↑  Глава учёного совета львовского «Центра исследований освободительного движения»[укр.], активист Евромайдана, директор Украинского института национальной памяти, бывший директор отраслевого госархива СБУ /см. Вятрович/.

### Работы Бандеры
- Бандера Степан. Українська національна революція, а не тільки протирежимний резистанс, ФРГ, 1950.
- Бандера Степан. Автобіографія / з доповненням доктора Гр. Васьковича // «Московські вбивці Бандери перед судом» : збірка матеріалів  / під редакцією Данила Чайковського. — Мюнхен: Українське видавництво в Мюнхені, 1965.
- Бандера Степан. Перспективи Української Революції. — Дрогобич: Відродження, 1998. — 656 с. — ISBN 966-538-059-1.

### Книги о Бандере
- Александр Андреев. Степан Бандера, он же Серый, он же Бейлихо, он же лидер ОУН-УПА в документах и материалахи. — Москва: Litres, 2017. — С. 5457089622, 9785457089624. — 280 с.
- Rossoliński-Liebe, Grzegorz. Stepan Bandera: The Life and Afterlife of a Ukrainian Nationalist. Fascism, Genocide, and Cult (англ.). — Stuttgart: ibidem-Verlag, 2014. — 654 p. — ISBN 978-3-8382-0686-8.

Two more children were born to Bandera after the war. The first was a son born on 16 May 1946 in Munich and registered under the name Andrii Popel, and the second was a daughter born on 27 August 1947 in Regensburg and registered as Alexandra Popel
- Варшавський акт обвинувачення Степана Бандери та товаришів (укр.) / Упор. Микола Посівнич. — Львов: Центр досліджень визвольного руху, 2005. — 204 с. — (Документальне видання). — ISBN 966-8461-20-7.
- Степан Бандера у документах радянських органів державної безпеки (1939—1959) / 3a загальною редакцією професора Володимира Сергійчука[укр.]. — Киев: ПП Сергійчук М. І., 2009. — ISBN 978-966-2911-25-1. — Т. 1. — 680 с.; Т. 2. — 640 с. (укр.)
- Ґой П., Степенський Б., Саноцька Р. Збірка документів та матеріялів про вбивство Степана Бандери 1909—1959 (укр.). — Торонто—Нью-Йорк—Мюнхен—Лондон—Мельборн: Світовий Український Визвольний Фронт, 1989. — 80 с.
- Гордасевич Г. Л. Степан Бандера: людина і міф. — Львів: «Піраміда», 2001. — ISBN 966-7188-41-8. Архивировано 2 февраля 2013 года. (укр.)
- Дужий Петро[укр.]. Степан Бандера — символ нації. — У 2 томах. — Львів, 1997. — Т. 1. — 192 с.; Т. 2. — 384 с. (укр.)
- Життя і діяльність Степана Бандери: документи й матеріали (укр.) / Редактор і упорядник Микола Посівнич. — Тернопіль: «Астон», 2008. — 448 с. — ISBN 978-966-308-253-0.; в том числе:
  - Климишин Микола. Спомини про провідника ОУН Степана Бандеру (з книги «В поході до волі». — Торонто, 1975. — Т. 1) // см. выше. — 2008. — С. 67—115.
  - Кук Василь. Степан Бандера — провідник // см. выше. — 2008. — С. 52—57.
  - Посівнич Микола. Молодість Степана Бандери // см. выше. — 2008. — С. 9—39.
  - Стецько, Я. И. З ідеями Степана Бандери за його життя і по смерті // см. выше. — 2008. — С. 179—201.
- Мірчук Петро[укр.]. Степан Бандера: символ революційної безкомпромісовости (укр.). — Нью-Йорк—Торонто: Організація Оборони Чотирьох Свобід України; Ліга Визволення України, 1961. — 160 с.
- Перепічка Євген. Феномен Степана Бандери (укр.). — Видання 2-е, доповнене. — Львів: «Сполом», 2008. — 736 с. — ISBN 978-966-665-339-7.
- Посівнич Микола. Степан Бандера — життя, присвячене свободі (укр.). — Торонто—Львів: Літопис УПА, 2008. — Т. 3. — 112 с. — (Події і Люди). — ISBN 978-966-2105-10-0.
- Станислав Смоляков. Я дрался с бандеровцами. — Москва: Яуза, 2019. — 320 с. — ISBN 978-5-00155-065-5.
- Смыслов О. С. Степан Бандера и борьба ОУН. — М.: «Вече», 2011. — 320 с. — (Военные тайны XX века). — ISBN 978-5-9533-4856-0.
- Частий Р. В. Степан Бандера: мифы, легенды, действительность. — Харьков: «Фолио», 2007. — 382 с. — (Время и судьбы). — ISBN 966-03-3656-X.
- Север Александр. КГБ против ОУН. Убийство Бандеры. — М.: Алгоритм, 2017. — 320 с. — ISBN 978-5-906979-58-2.

### Прочая литература
- Армстронг, Джон. Украинский национализм: факты и расследования / Пер. с англ. П. В. Бехтина. — Москва: Центрполиграф, 2008.
- Веденеев Д. Украинский фронт в войнах спецслужб. — Киев: К.И.С., 2008. — 428 с. — ISBN 966-8461-20-7.
- Гогун А. Между Гитлером и Сталиным. Украинские повстанцы. — Москва: Yuri Marchenko, 2014.
- Життя і боротьба генерала «Тараса Чупринки» (1907—1950). Документи і матеріали (укр.). — Київ—Торонто: Літопис УПА, 2007. — Т. 10. — 815 с. — (Літопис УПА: Нова серія). — ISBN 978-966-2105-03-2.
- Йовик Іван. Нескорена армія (із щоденника хорунжого УПА). — Киев: МП «Леся», 1995. — ISBN 5-7707-8609-4. Архивировано 11 марта 2007 года. (укр.)
- Камінський А. Г. До ґенези Української Головної Визвольної Ради у 65-ліття її створення // Українська Головна Визвольна Рада (укр.). — Торонто—Львів: Літопис УПА, 2009. — С. 5—21. — 136 с. — (Події і Люди). — ISBN 978-966-2105-14-8.
- Киричук Юрій. Історія УПА. — Тернопіль: Редакційно-видавничий відділ управління по пресі, 1991. Архивировано 14 октября 2007 года. (укр.)
- Книш Зиновій. «РОЗБРАТ» : Спогади і матеріали до розколу в ОУН у 1940—1941 роках. — Торонто: «Срібна Сурма», 1960. Архивировано 30 октября 2013 года. (укр.)
- Кондратюк Костянтин. Новітня історія України. 1914—1945 рр (укр.). — Львів: Видавничий центр ЛНУ імені Івана Франка, 2007. — 261 с.
- Мацкевич И. Криминологический портрет Степана Бандеры. — Москва: Проспект: РГ-Пресс, 2017. — 190 с. — ISBN 978-5-9988-0599-8.
- ОУН в 1941 році: Документи. — в 2 ч. / Упоряд.: О. Веселова, О. Лисенко, І. Патриляк, В. Сергійчук. — Київ: Інститут історії України НАН України, 2006. — 603 с. — ISBN 966-02-2535-0. — Ч. 1.; Ч. 2. (укр.)
- Дзьобак В. В. та ін. Організація українських націоналістів і Українська повстанська армія: Історичні нариси / Національна академія наук України; Інститут історії України / Відп. ред. Кульчицький С. В.. — Київ: Наукова думка, 2005. — 496 с. — ISBN 966-00-0440-0. (укр.) — Итоговая публикация наработок рабочей группы историков, созданной при правительственной комиссии по изучению деятельности ОУН и УПА.
- Політичний терор і тероризм в Україні XIX—XX ст.: Історичні нариси / Д. В. Архієрейський, О. Г. Бажан, Т. В. Бикова та ін. Відповід. ред. В. А. Смолій / Інститут історії України НАН України. — Київ: «Наукова думка», 2002. — 952 с. — ISBN 906-00-0025-1. (укр.)

- Сергійчук В. І.[укр.]. Український здвиг: Закерзоння. 1939—1947 (укр.). — Київ: Українська Видавнича Спілка, 2004. — 840 с. — ISBN 966-7060-69-1.
- Георгий Санников. Большая Охота. Разгром Украинской повстанческой армии. — Москва: Олма-Пресс, 2002. — 512 с. — ISBN 5-224-03311-X.
- Marples David R. Heroes and Villains. Creating National History in Contemporary Ukraine (англ.). — Budapest, New York: Central European University Press, 2007. — 363 p. — ISBN 978-963-7326-98-1.
- Коршунов-Калоев А. Ф. У истоков судьбы. — Севастополь: ОАО «Полиграф-Юг», 2003. — С. 138—139. — 320 с. — 1000 экз. — ISBN 978-5-7992-0768-7.

### Биографии
- Yaniv Volodymyr. Biography of Stepan Bandera (англ.). Internet Encyclopedia of Ukraine. Дата обращения: 28 сентября 2012. Архивировано 16 октября 2012 года.
- Бандера, Степан Андреевич // Энциклопедия «Кругосвет».

### Статьи, публикации
- Волчек Д. Гость радиожурнала «Поверх барьеров» — историк спецслужб Борис Володарский : Интервью // Сайт Радио «Свобода» (www.svoboda.org) 04.06.2009.
- В'ятрович Володимир. Бандера: старі та нові міфи (укр.). // Сайт «Центра досліджень визвольного руху» (cdvr.org.ua). Дата обращения: 24 ноября 2012. Архивировано из оригинала 28 ноября 2012 года.
- Константинов Сергей. «Карьерист, фанатик и бандит». Именно так характеризовали Степана Бандеру гитлеровские спецслужбы // Независимая газета : газета. — 2000.-09-21.
- Марченко Виктор. Цвета знамени Степана Бандеры: Новый взгляд на лидера украинских националистов // «Лабиринт времён» : исторический альманах. — 1999. — Вып. 5.
- Набитович Ігор. Степан Бандера. Життя і діяльність (укр.) // Час і Події[укр.] : газета. — 2009-01-15. — № 2.
- Полищук В. В. Правовая и политическая оценка ОУН И УПА Правовая и политическая оценка ОУН И УПА // Политическая экспертиза: ПОЛИТЭКС : журнал. — 2006. — № 3. — С. 25—63. Архивировано 8 октября 2018 года.
- Посівнич Микола. Степан Бандера в польських тюрмах (укр.) // «Історична правда» : проект видання «Українська правда». — 2011.-03-09.
- Посівнич Микола. Степан Бандера — провідник Організації Українських Націоналістів (укр.) // «Воєнна історія»[укр.] : журнал. — 2010. — № 1 (49).
- Сушко Юрий. Я убил Степана Бандеру // Онлайн-архив «Тайны истории» (secrethistory.su). — 2013. — № 3 (4).
- Вагнер А., Дзикавицкий А. Многоликий Степан Бандера // Сайт Радио «Свобода» (www.svoboda.org) 31.12.2013; (аудио)
- Фёдоровский Ю. Р. Борьба с деятельностью ОУН накануне Великой Отечественной войны // Украинский национализм и Донбасс. Историческая ретроспектива. — 2010.